# John Lennon

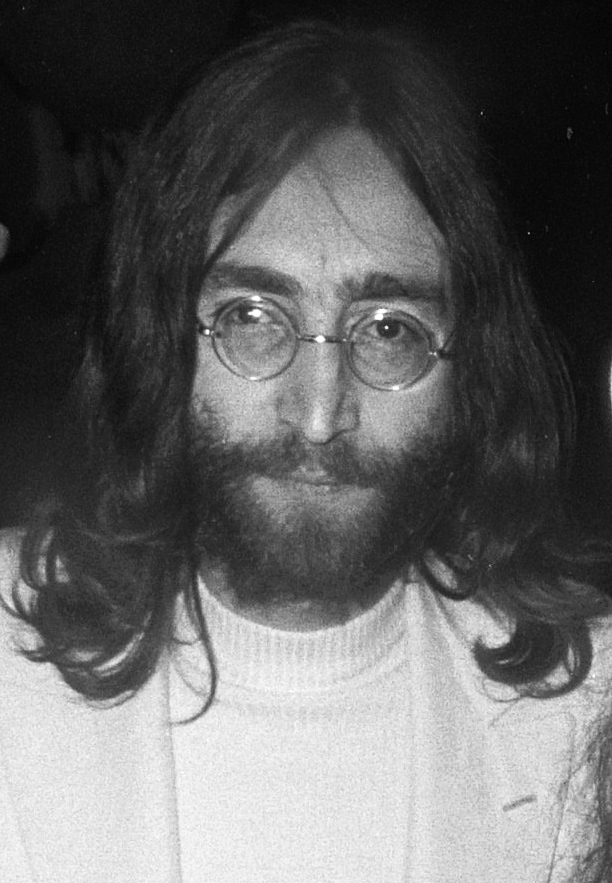
John Lennon (1969)

John Winston Ono Lennon, MBE, geborener John Winston Lennon (* 9. Oktober 1940 in Liverpool; † 8. Dezember 1980 in New York), war ein britischer Musiker, Komponist und Friedensaktivist sowie Oscar- und mehrfacher Grammy-Preisträger. Weltweit berühmt wurde er als John Lennon und als Mitgründer, Sänger und Gitarrist der britischen Rockband The Beatles, für die er neben Paul McCartney die meisten Stücke schrieb. Die Urheber- bzw. Komponistenpartnerschaft Lennon/McCartney ist eine der bekanntesten und erfolgreichsten in der Geschichte der Popmusik.
In der Auflösungsphase der Beatles veranstaltete John Lennon gemeinsam mit seiner zweiten Ehefrau Yoko Ono ab Ende der 1960er Jahre mehrere öffentlichkeitswirksame Happenings (vgl. Fluxus) für den Weltfrieden und wandte sich künstlerisch neuen Gebieten zu. Nach der Trennung der Beatles startete Lennon eine erfolgreiche Solokarriere mit Alben wie John Lennon/Plastic Ono Band (1970) und Imagine
Lennon wurde am Abend des 8. Dezember 1980 am New Yorker Central Park bei einem Mordanschlag von Mark David Chapman erschossen.

## Leben

### Kindheit und Jugend

#### Frühe Jahre

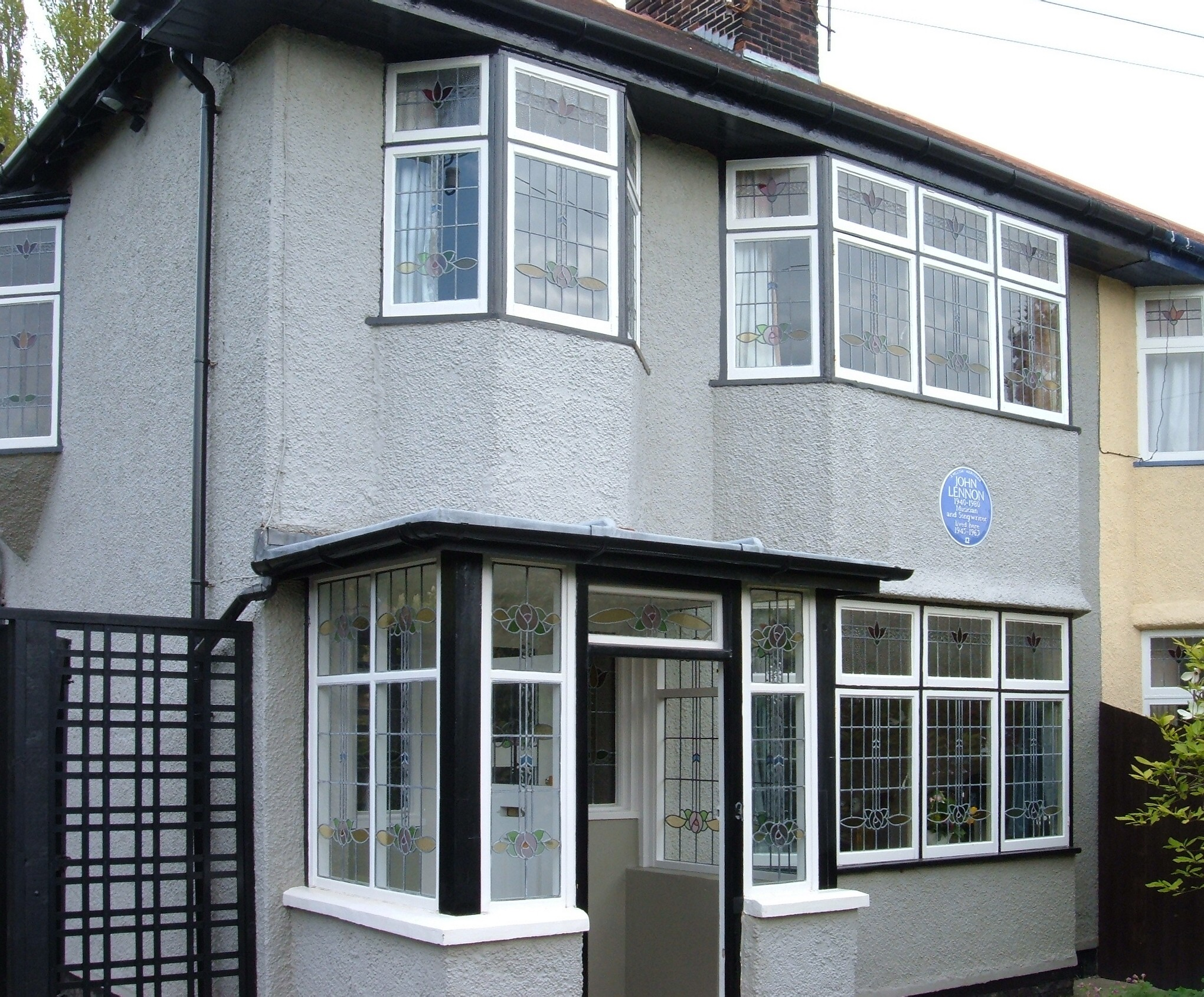
Haus von Tante „Mimi“ in der
251 Menlove Avenue in Liverpool

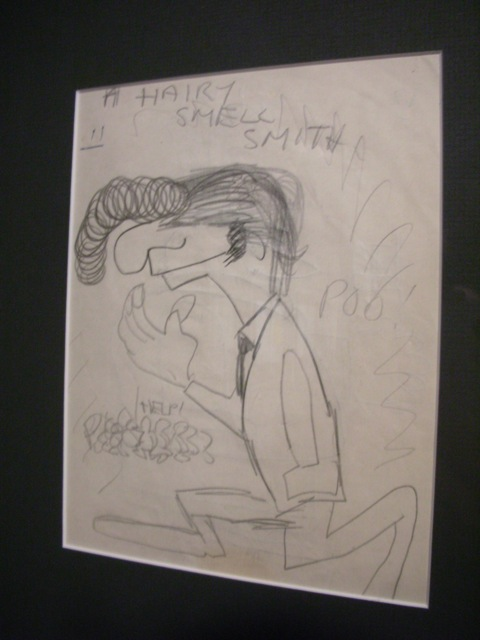
Zeichnung von Lennon, 1957: Hairy Smelly Smith

John Winston Lennon wurde am 9. Oktober 1940 in Liverpool geboren. Seine Eltern waren der Matrose Alfred Lennon (1912–1976) und dessen Ehefrau Julia Lennon, geborene Stanley (1914–1958). Während des Zweiten Weltkriegs geboren, erhielt er als zweiten Vornamen den Namen „Winston“, nach dem damaligen britischen Premierminister Winston Churchill, von dem Lennons Tante Mimi viele Bücher im Wohnzimmer hatte. Die ersten Jahre seines Lebens verbrachte John Lennon hauptsächlich bei seiner Mutter und deren Familie in Liverpool, da sein Vater zu dieser Zeit häufig zur See fuhr. Weil Julia Lennon 1945 ein Kind von einem anderen Mann bekam, trennten sich seine Eltern. Nach 1946 hatte er keinen Kontakt mehr zu seinem Vater bis zu seiner Zeit als Beatle, als sein Vater nahe John Lennons Wohnort in der Spülküche eines Pubs arbeitete.
John Lennon lebte nun auf Dauer bei Julia Lennons Schwester Mary Smith (1906–1991), genannt „Mimi“, und deren Ehemann George (1903–1955), der eine Art Ersatzvater für ihn darstellte, in „Mendips“ im Liverpooler Vorort Woolton.
Tante Mimis Erziehung war darauf ausgerichtet, John die Lebensart der „besseren Leute“ zu vermitteln und die Herkunft aus der Arbeiterklasse aus seinem Gedächtnis zu tilgen. Konsequenterweise durfte er nur mit von ihr ausgesuchten Kindern spielen. Sein Onkel George hingegen suchte Johns kognitive Fähigkeiten zu fördern und brachte ihm noch vor dem Beginn der Schulzeit Lesen und Schreiben auf spielerische Weise bei und weckte sein Interesse am Zeichnen und Malen.. 1946 wurde John in den Kindergarten Mospits Infant's School aufgenommen, aber nach kurzer Zeit wegen „untragbaren Verhaltens“ wieder ausgeschlossen. Damals war er fünfeinhalb Jahre alt. Er besuchte regelmäßig die Sonntagsschule in Woolton und war Mitglied im Kirchenchor der anglikanischen Kirchengemeinde St. Peter, wo er mit seiner klaren und hellen Stimme auffiel.

#### Schulzeit
Im September 1946 wurde John Lennon in die Dovedale Primary School eingeschult, die er bis Juli 1952 besuchte. Seine Leistungen in Zeichnen und Malen waren überdurchschnittlich, das Fach Kunsterziehung begeisterte ihn. Mathematik fiel ihm schwer und Sport war nicht gerade sein Lieblingsfach. Früh stellte sich heraus, dass er zwar lesen konnte, aber große Probleme mit dem Schreiben hatte. John war Legastheniker, eine Schwäche, die er durch Kreativität im Ausdruck und große sprachliche Fantasie auszugleichen versuchte und die sich später positiv auf sein literarisches Schaffen auswirkte. Rektor Bolt, der Leiter seiner Schule, bescheinigte ihm: „Er hat einen messerscharfen Verstand. Aber er wird nie etwas tun, wozu er keine Lust hat.“ Das einzige Mal, bei dem John wirklich schulische Inhalte lernte, war das für die Aufnahmeprüfung in die High School, weil er – wie er selbst sagte – „Angst hatte“ vor den Folgen eines Scheiterns.
Im September 1952 wurde John Lennon in die Quarry Bank High School aufgenommen. Sie lag in einem der vornehmsten Stadtteile von Liverpool, was ganz nach dem Geschmack seiner Tante Mimi war. Hier beeindruckte er seine Mitschüler durch Parodien, kleine Nonsenstexte und Karikaturen seiner Lehrer. Seine schulischen Leistungen waren allerdings unterdurchschnittlich. Er galt als überdurchschnittlich begabt in Englisch, Literatur, Lyrik und Kunst, so der Direktor Pobjoy, fiel aber immer wieder durch eine extreme Abwehrhaltung gegen autoritäres Verhalten seiner Lehrer auf. Laut dem späteren Direktor der Quarry Bank High School, E.R. Taylor, hat John „keinerlei positiven Beitrag zum Schulleben geleistet, weder im Sport noch in seinen geistigen Bemühungen.“ Seine ambivalente Haltung zur Schule beschrieb John Lennon einmal mit „du möchtest dazugehören, aber dann willst du doch nicht dazugehören, weil du nicht dazugehören kannst!“ Seine Schulzeit in der Quarry Bank High School endete im Sommer 1957.
Im Juli 1957 bestand er die Aufnahmeprüfung für das Liverpool College of Art, der Kunstakademie, und schrieb sich für ein „National Diploma in Art and Design“ ein. Zu belegende Fächer waren Grafik, Kunstgeschichte, Architektur, Keramik, Typografie und Arbeiten mit Holz Auch hier fiel er nicht durch besonderen Fleiß auf. Er verspürte hauptsächlich den Drang, alles Mögliche zu tun, um aufzufallen. Sein Interesse galt vielmehr der Weiterentwicklung seiner Band, den Kommilitoninnen allgemein sowie im besonderen Freundinnen wie Thelma Pickles, einer Freundin von Cynthia Powell, seiner späteren ersten Ehefrau. Im Juli 1960 verließ er die Akademie ohne Abschluss.

#### Johns Mutter
Bald zeigte sich sein musikalisches Talent, als er begann, Mundharmonika zu spielen, und Interesse an weiteren Musikinstrumenten entwickelte. Ab 1955 verbesserte sich der Kontakt John Lennons zu seiner Mutter wieder. Als Liebhaberin der frühen Popmusik brachte Julia Lennon ihm das Banjospielen bei und begeisterte ihn damit auch für die Musik von Buddy Holly und anderen Rock-’n’-Roll-Musikern. Julia Lennon kam 1958 bei einem Autounfall vor John Lennons Haus ums Leben. Sie wurde auf dem Weg zur Bushaltestelle von einem Polizisten überfahren, nachdem sie ihren Sohn besucht hatte. Dies geschah zu einem Zeitpunkt, als John Lennon eine intensivere Beziehung zu ihr aufgebaut hatte.

#### The Quarrymen
Der aufkommende Rock ’n’ Roll hatte zunehmenden Einfluss auf den jungen John Lennon, und insbesondere das Auftauchen von Elvis Presley förderte seinen Wunsch, selbst Rock-’n’-Roll-Musiker zu werden.

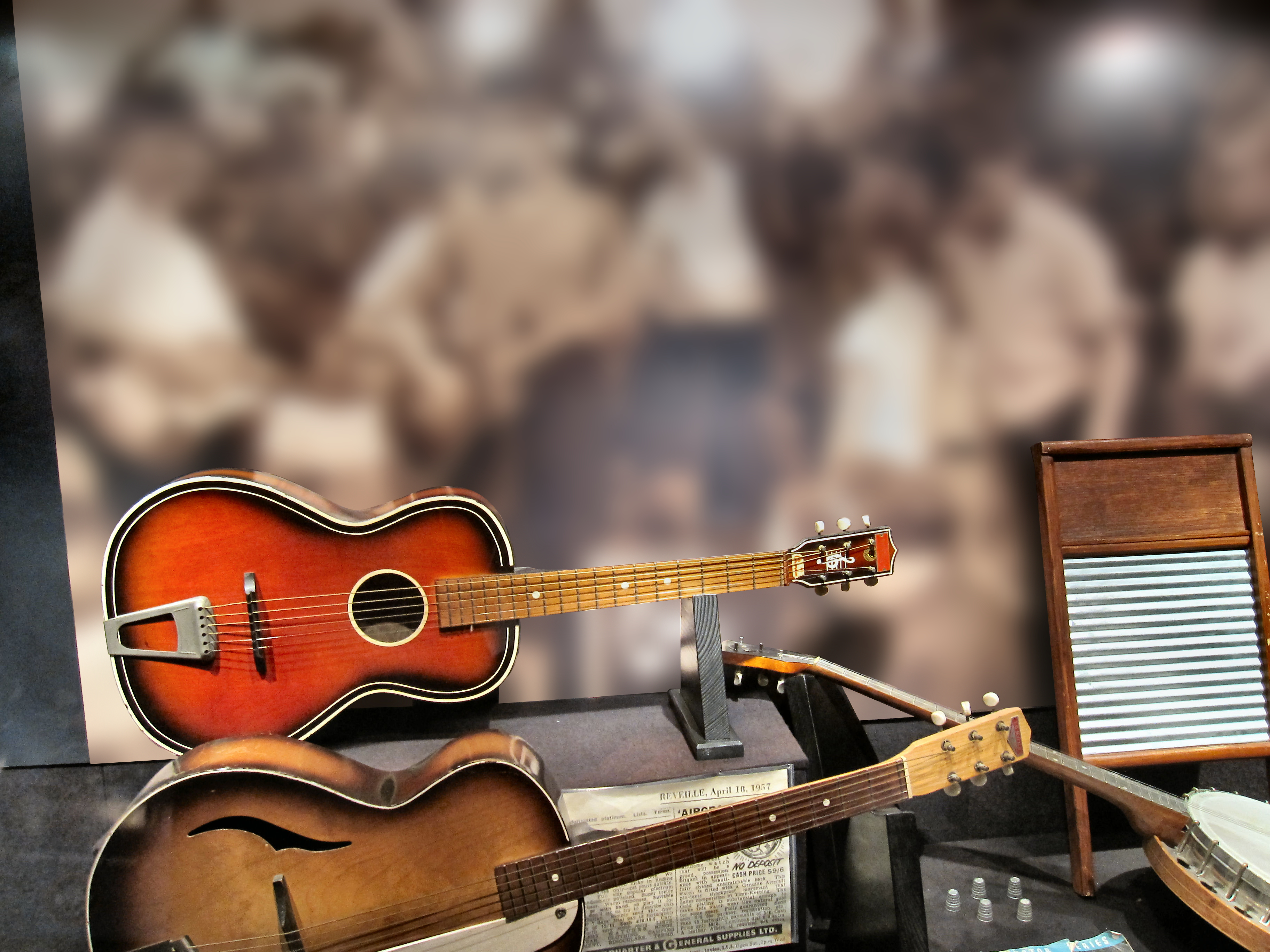
Gitarre John Lennons, die er bei The Quarrymen spielte (oben), darunter die Gitarre von Eric Griffiths

Ende 1956 gründete John Lennon (Gesang und Gitarre) mit seinem besten Freund Pete Shotton (Waschbrett) seine erste Band The Quarrymen, benannt nach der Schule, die sie besuchten. Die Band begann als Skiffle-Gruppe, spielte aber auch Rock-’n’-Roll-Klassiker von Buddy Holly, Little Richard und Gene Vincent. Am 6. Juli 1957 brachte Ivan Vaughan, der gelegentlich bei den Quarrymen ausgeholfen hatte, seinen Schulfreund Paul McCartney mit zu einem Auftritt bei der Woolton Parish Church Garden Fete, einer Feier an der Kirche St Peter’s Church im Liverpooler Stadtteil Woolton. Lennon lernte McCartney dort zwischen zwei Auftritten kennen und war von dessen Fähigkeiten so beeindruckt, dass er ihm eine Woche später über Shotton die Aufnahme in die Gruppe anbieten ließ. McCartney stimmte zu. Im selben Jahr begann John Lennon an der Liverpooler Kunsthochschule zu studieren. Dort lernte er in der Kalligrafie-Klasse 1958 die ein Jahr ältere Cynthia Powell kennen und verliebte sich in sie. Die beiden wurden ein Paar. Allerdings widmete er sich auch in dieser Zeit vermehrt seiner Musik und traf sich regelmäßig mit dem jüngeren McCartney, der in der Nähe das Liverpool Institute besuchte. In dieser Zeit entstanden erste Kompositionen der später berühmten Partnerschaft Lennon/McCartney. Lennon und McCartney trafen sich regelmäßig im Wohnzimmer der Familie McCartney in der 20 Forthlin Road. Nach McCartney (Gesang und Gitarre) schloss sich im Februar 1958 dessen Schulfreund George Harrison (Gesang und Gitarre) der Gruppe an. Im November 1959 konnte Lennon seinen Freund Stuart Sutcliffe, mit dem er die Kunstschule besuchte, überreden, das Geld, das dieser mit dem Verkauf eines Gemäldes verdient hatte, in eine Höfner-President-Bassgitarre zu investieren. Mit Sutcliffe kam Lennon auf die Idee, die Gruppe zunächst ‚Beatals‘, später ‚The Beatles‘ zu nennen. Anfang 1960 wurde Sutcliffe Bassist der Gruppe, obwohl er noch nie ein Instrument gespielt hatte. Der Schlagzeuger Pete Best komplettierte die Ur-Beatles im selben Jahr. Nachdem der Konzertveranstalter Larry Parnes auf die Frage nach Lennons Namen die Antwort „Long John Silver“ erhalten hatte, wollte er die Gruppe Long John and the Silver Beetles nennen; als The Silver Beetles gingen sie dann mit Parnes auf Tour.

### The Beatles

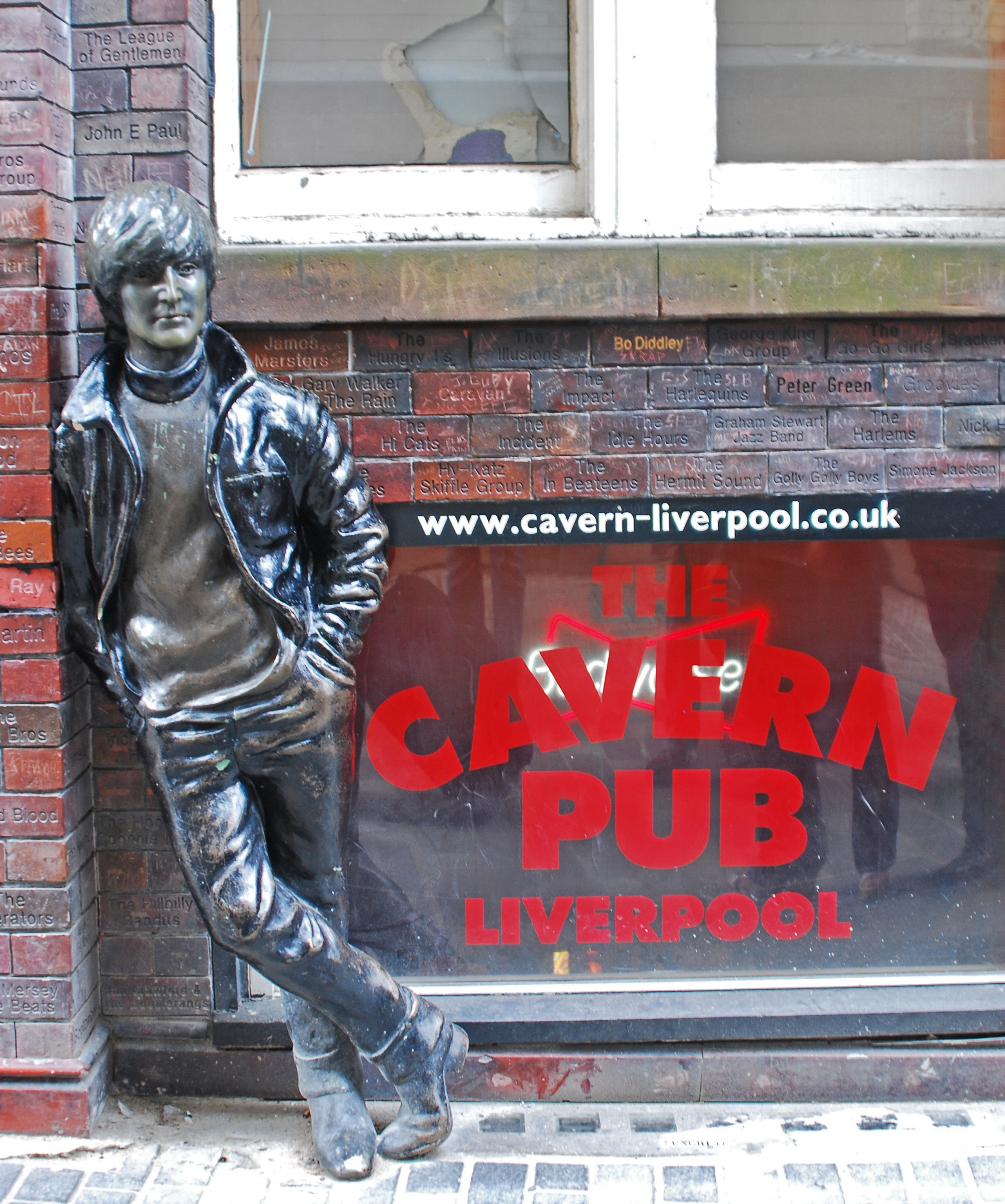
Statue von John Lennon vor dem Liverpooler Cavern Pub

#### Aufstieg
Von 1960 bis 1962 hatten die Beatles in der Großen Freiheit in Hamburg mehrere Engagements im Indra, im Kaiserkeller, im Top Ten Club und im Star Club. Lennon behauptete später, in Hamburg und nicht in Liverpool erwachsen geworden zu sein. Lennon agierte meist als Bandleader und unterhielt das deutsche Publikum mit kleineren komischen Einlagen. Nachdem Paul McCartney und Pete Best aus Hamburg nach England abgeschoben worden waren, spielte Lennon zunächst mit einer anderen Gruppe. Als Sutcliffe 1960 beschloss, bei seiner Verlobten Astrid Kirchherr in Hamburg zu bleiben, übernahm McCartney die Bassgitarre. Nach der Rückkehr nach Liverpool wuchs die Popularität der Gruppe. Ab 1961 hatten die Beatles zahlreiche Auftritte im Cavern Club.
Im April kehrten die Beatles nach Hamburg zurück. Dort begleiteten sie im Juni den britischen Musiker Tony Sheridan bei der Aufnahme seines Albums My Bonnie. Während dieser Session nahmen die Beatles zwei Stücke auf, die von Lennon gesungene Coverversion Ain’t She Sweet und das von Harrison und Lennon komponierte Instrumentalstück Cry for a Shadow.
Im Dezember wurde Brian Epstein Manager der Beatles. Es gelang ihm, den Beatles ein Studiovorspiel vor dem Musikproduzenten George Martin zu ermöglichen. Während seines dritten Aufenthalts in Hamburg 1962 erreichte Lennon die Nachricht vom plötzlichen Tod seines Freundes Stuart Sutcliffe. Trotz des Trauerfalls verlief auch der dritte Aufenthalt in Hamburg sehr erfolgreich, die Beatles erhielten im Sommer ihren ersten Plattenvertrag bei Parlophone, einer Tochterfirma der EMI.
Auf Druck von George Martin ersetzte Ringo Starr den bisherigen Schlagzeuger Pete Best; damit war die endgültige Besetzung der Beatles erreicht.

Im selben Jahr 1962 wurde Cynthia Powell, Lennons Freundin seit der Kunstakademie, von ihm schwanger. „Exakt am selben Tag, als die Jungs die Nachricht von ihrem Plattenvertrag bekamen, erfuhr ich zum einen, dass ich in einer meiner Prüfungen durchgefallen, und zum anderen, dass ich schwanger war“, schreibt Cynthia Lennon in ihrer Biografie über John Lennon zu diesem ungeplanten Ereignis. Sie und Lennon, der eine Wohnung in London gefunden hatte, heirateten am 23. August 1962. Manager Brian Epstein war Trauzeuge, bezahlte die Rechnung für das Essen der Hochzeitsgesellschaft und stellte dem jungen Paar auch noch eine Wohnung zur Verfügung. Cynthia Powell hieß ab ihrer Heirat nunmehr Cynthia Lennon. 
 Damit war Lennon der erste Beatle, der heiratete. Am 8. April 1963 wurde Lennons erster Sohn Julian geboren. Die Familie lebte von 1964 bis 1968 im Landhaus Kenwood in der Wood Lane in der St. George’s Hill-Siedlung in Weybridge, Surrey, das John Lennon am 15. Juli 1964 für 20.000 Pfund (entspricht etwa 410.000 Pfund im Jahr 2020) gekauft hatte. Dort führte Cynthia Lennon den Haushalt und von dort aus nahmen sie gemeinsamam am Londoner Gesellschaftsleben teil.

#### Beatlemania

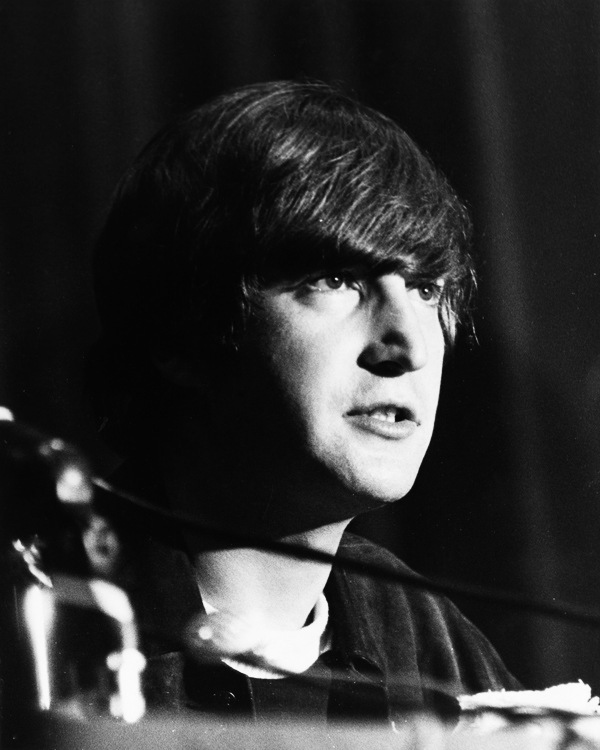
John Lennon, 1964

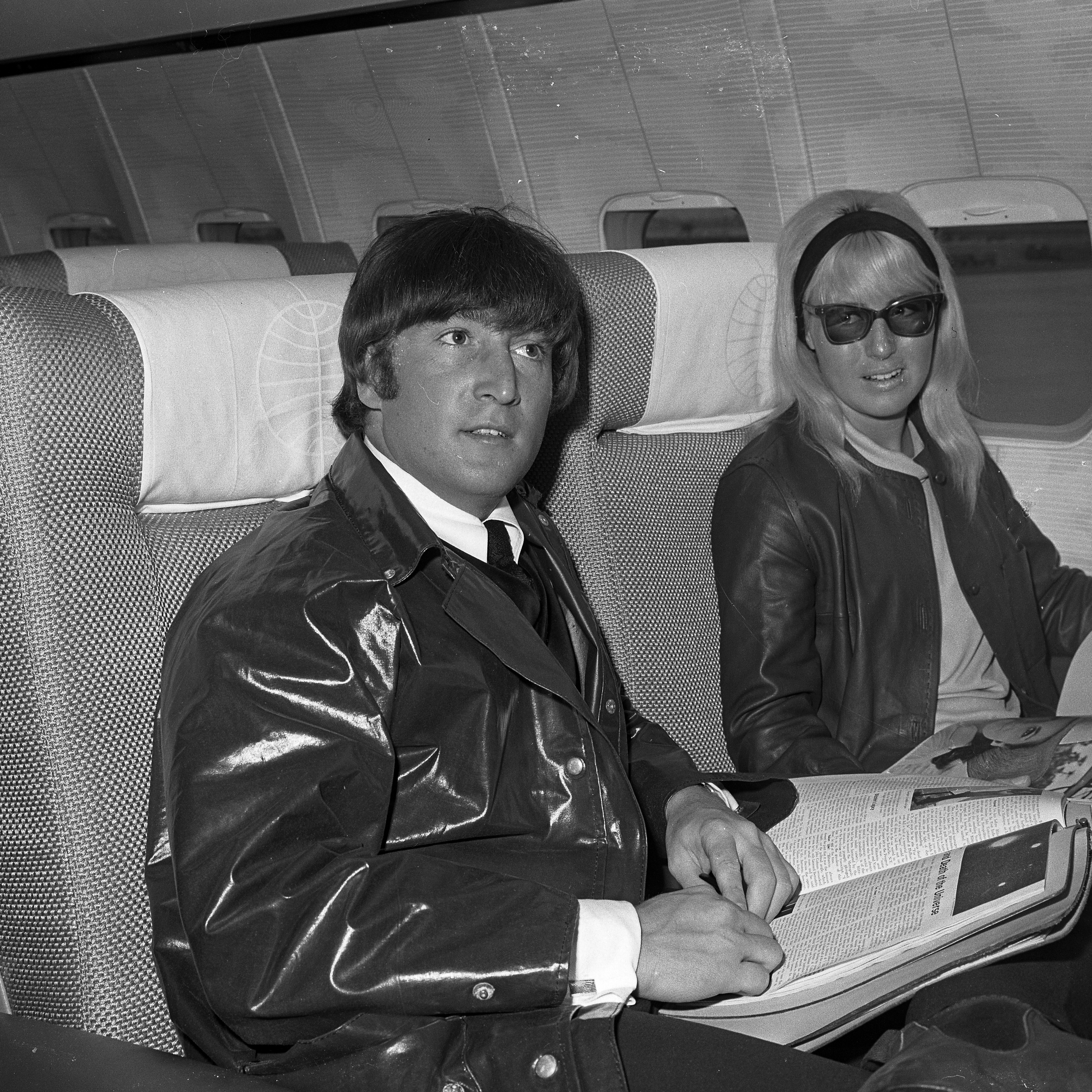
John und Cynthia Lennon, 1964

Als erste Single der Beatles wurde im September 1962 die Lennon/McCartney-Komposition Love Me Do veröffentlicht. Bereits die zweite Single Please Please Me, hauptsächlich von Lennon geschrieben, erreichte Spitzenplätze in der britischen Hitparade. Das gleichnamige Album aus dem Jahr 1963 war ebenso erfolgreich.
Mit I Want to Hold Your Hand (Januar 1964) gelang es den Beatles, auch die USA musikalisch zu „erobern“. Am 7. Februar 1964 reisten sie erstmals in die USA und wurden in New York überschwänglich empfangen.

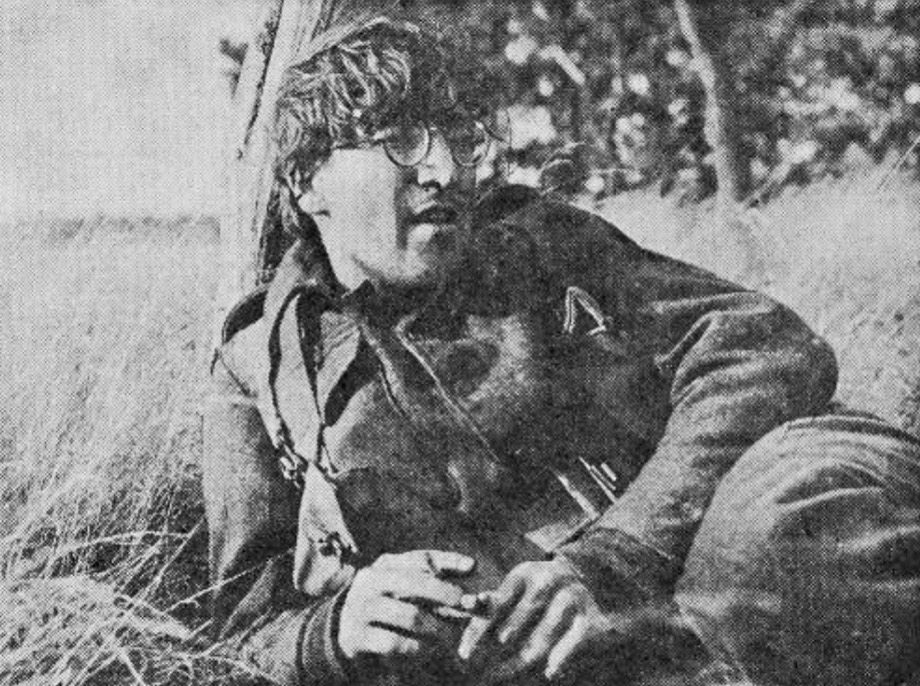
John Lennon während der Dreharbeiten zu Wie ich den Krieg gewann, 1966

Nach dem Erfolg des Spielfilms A Hard Day’s Night und dem gleichnamigen Soundtrack im Sommer 1964 widmete sich Lennon zunehmend den Texten seiner Stücke. Angeregt von Bob Dylan, versuchte er, sich als ernsthafter Songwriter zu etablieren. So finden sich auf dem Album Beatles for Sale (Dezember 1964) vermehrt auch nachdenklichere Stücke Lennons, wie I’m a Loser oder No Reply.
Auch künstlerisch entwickelten sich die Beatles weiter. Rubber Soul enthält herausragende Lennon-Stücke wie Norwegian Wood (This Bird Has Flown), Nowhere Man und Girl. Das Stück In My Life wurde vom britischen Musikmagazin Mojo zum besten Song aller Zeiten gewählt. Lennons Kontakt mit der psychedelischen Droge LSD, zu deren Gebrauch er und George Harrison ihren Kollegen McCartney gedrängt haben, schlug sich in dem Nachfolge-Album Revolver (August 1966) nieder. Es enthält psychedelische Stücke wie Tomorrow Never Knows und gilt als eines der stärksten der Gruppe.
Eine erneute Welttournee der Beatles begann im Juni 1966 mit drei Konzerten in Deutschland. Auf den Philippinen wurde die Gruppe bei ihrer Abreise von der aufgebrachten Menge attackiert, da sie sich geweigert hatte, einer Einladung von Imelda Marcos zu folgen. In den USA sorgte ein Interview für Aufregung, das Lennon im März der britischen Journalistin Maureen Cleave für den Evening Standard gegeben hatte. Darin äußerte sich Lennon unter anderem zum Christentum:

“Christianity will go. It will vanish and shrink. […] We’re more popular than Jesus now – I don’t know which will go first, rock and roll or Christianity.”

„Das Christentum wird vergehen. Es wird verschwinden und eingehen. […] Wir sind heute beliebter als Jesus – ich weiß nicht, was zuerst verschwinden wird, der Rock ’n’ Roll oder das Christentum.“

In Großbritannien fanden diese Äußerungen wenig Beachtung. Als das Interview allerdings vier Monate nach seinem Erscheinen in den Vereinigten Staaten veröffentlicht wurde, löste die Aussage, die Beatles seien populärer als Jesus, eine Welle der Entrüstung aus. Mehrere Radiosender boykottierten Beatles-Lieder, und es gab sogar organisierte Verbrennungen ihrer Schallplatten. Auf Anraten Brian Epsteins entschuldigte sich John Lennon ausführlich bei einer Pressekonferenz in Chicago. Dennoch wurden die Auftritte der Beatles von Aufmärschen des Ku-Klux-Klans überschattet, und Lennon fürchtete um sein Leben. Am 29. August 1966 gaben die Beatles ihr letztes Konzert vor zahlendem Publikum im Candlestick Park in San Francisco und beschlossen danach, nicht mehr auf Tournee zu gehen.

#### Erste eigene Projekte
John Lennon hatte bereits seit seiner Kindheit Gedichte und Kurzgeschichten verfasst. 1964 und 1965 wurden zwei Sammlungen skurriler Kurzgeschichten Lennons veröffentlicht, die auch von ihm illustriert wurden. Am 23. März 1964 erschien In His Own Write (deutscher Titel: In seiner eigenen Schreibe). Ein Jahr später folgte A Spaniard in the Works (deutscher Titel: Ein Spanier macht noch keinen Sommer).
Im Jahr 1966 übernahm Lennon eine Nebenrolle in dem Antikriegsfilm Wie ich den Krieg gewann von Richard Lester. Diese Rolle gab Lennon die Möglichkeit, sein Aussehen zu verändern und den „Beatles-Look“ abzulegen. Die Pilzkopffrisur wurde gestutzt, und der seit seiner Kindheit kurzsichtige Lennon begann, wie sein und Paul McCartneys Idol Buddy Holly in der Öffentlichkeit eine Brille zu tragen. Seine Wahl fiel auf eine Nickelbrille mit runden Gläsern.
Zu dieser Zeit bewohnte Lennon sein Anwesen in Weybridge.

#### Musikalischer Höhepunkt mit den Beatles

John Lennon, 1967

Nach dem Ende der Tourneen widmeten sich die Beatles gänzlich der Arbeit im Studio. Lennon komponierte das Stück Strawberry Fields Forever, das im Februar 1967 mit McCartneys Penny Lane als Single veröffentlicht wurde. Mit seinem nachdenklichen Text, den aufwändigen Studioeffekten und der komplexen musikalischen Umsetzung gilt das Stück als Meisterwerk Lennons und markiert den Weg der Beatles vom Pop zur Kunst. Wie Paul McCartney war auch John Lennon stark (nachvollziehbar in seinen Büchern In His Own Write und A Spaniard) beeinflusst von den Texten des Schriftstellers Lewis Carroll. Zum Erfolg des Konzeptalbums Sgt. Pepper’s Lonely Hearts Club Band trug Lennon maßgeblich mit Stücken wie Lucy in the Sky with Diamonds und A Day in the Life bei. Für die erste weltweit ausgestrahlte Fernsehsendung Our World schrieb Lennon All You Need Is Love, die „Hymne des Summer of Love“ 1967.
Der plötzliche Tod Brian Epsteins am 27. August 1967 traf Lennon nach dem Tode seiner Mutter und Stuart Sutcliffes schwer. Die Gruppe entschloss sich dennoch weiterzumachen. Es folgte eine Reise mit den anderen Beatles nach Indien, um bei dem Guru Maharishi Mahesh Yogi zu meditieren. Dort schrieb Lennon zahlreiche neue Stücke, die am 22. November 1968 auf dem neuen Album der Beatles mit dem schlichten Titel The Beatles, aufgrund seiner Covergestaltung auch als White Album (‚Weißes Album‘) bekannt, veröffentlicht wurden.

#### John und Yoko

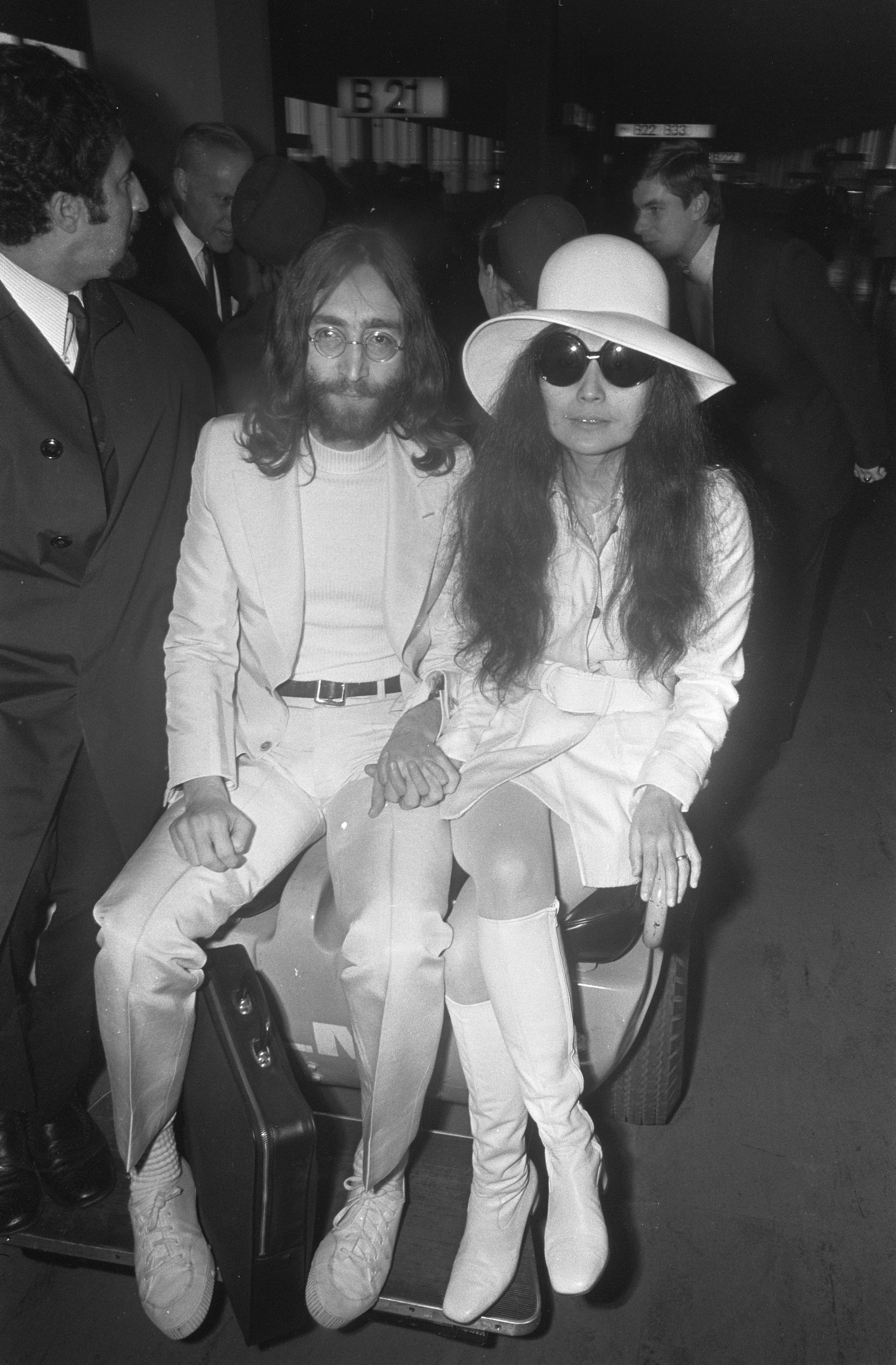
Lennon und Yoko Ono in Amsterdam, 31. März 1969

John Lennon hatte die japanische Avantgarde-Künstlerin Yoko Ono 1966 auf ihrer Ausstellung in der Londoner Indica-Galerie kennengelernt. Im Mai 1968 wurden die beiden ein Paar. Im Juli 1968 präsentierten Lennon und Ono in der Galerie von Robert Fraser ihre erste gemeinsame Ausstellung unter dem Motto You Are Here. Am 18. Oktober 1968 wurden Lennon und Ono wegen des Besitzes von Marihuana verhaftet, was erheblichen Pressewirbel verursachte (Reporter von Daily Mail und Daily Express waren bereits vor Eintreffen der Polizeibeamten vor Ort) und für Lennon schließlich eine lebenslange Vorstrafe bedeutete.
Nach der Rückkehr der Beatles aus Indien ließ John Lennon über einen gemeinsamen Freund seiner Frau ausrichten, dass er sich scheiden lassen und den gemeinsamen Sohn Julian zu sich nehmen wolle. Im Mai 1968 strengte er ein Scheidungsverfahren wegen angeblichen Ehebruchs gegen seine Frau an. Cynthia Lennon wehrte sich dagegen und verklagte ihrerseits ihren Mann wegen Ehebruchs mit Yoko Ono. Da diese ein Kind von John Lennon erwartete (das allerdings eine Fehlgeburt wurde), musste John Lennon seinen Ehebruch in der öffentlichen Verhandlung zugeben. Der Mutter Cynthia wurde der damals sechs Jahre alte Julian zugesprochen. John wurde ein Besuchsrecht eingeräumt. Cynthia Lennon erhielt eine Abfindung von 100.000 Pfund, die den Unterhalt für sie und den Sohn bis zu dessen 21. Geburtstag einschloss (bei einem angenommenen Vermögen von 750.000 Pfund von John Lennon). Cynthia Lennon hatte zuvor auf einen Rechtsstreit um die Hälfte von John Lennons Vermögen verzichtet. Am 8. November 1968 wurde die Scheidung von John und Cynthia Lennon rechtskräftig vollzogen.
Am 29. November 1968 veröffentlichte Lennon mit Yoko Ono das Album Unfinished Music No.1: Two Virgins. Das erste gemeinsame Werk des Paars erregte viel Aufsehen, allerdings weniger wegen der avantgardistischen Klangcollagen, sondern auf Grund des Covers – es zeigte Lennon und Ono nackt. 30.000 Exemplare wurden am 3. Januar 1969 auf dem Newark Liberty International Airport von der Polizei beschlagnahmt, weitere 22.000 folgten am 25. Januar im Union County. Weiterhin wurde stellenweise der Verkauf verboten, Händler wurden bedroht und Plattenläden geschlossen, wie in Chicago. Am 11. Dezember 1968 trat John Lennon erstmals außerhalb der Beatles live auf. Die Gruppe bestehend aus Lennon, Eric Clapton, Keith Richards und Mitch Mitchell nannte sich The Dirty Mac und spielte anlässlich des Fernseh-Specials Rock and Roll Circus die Lieder Yer Blues und Her Blues von Yoko Ono gesungen, dessen Titel später zu Whole Lotta Yoko geändert wurde.
Onos künstlerischer Einfluss schlug sich auch auf das Weiße Album der Beatles nieder. So findet sich dort die experimentelle Klangcollage Revolution 9. Mit Revolution 1 nahm Lennon politisch Stellung und bezog sich auf die Pariser Maiunruhen. Im Mai 1969 erschien das zweite Album des Paars Lennon und Ono unter dem Titel Unfinished Music No. 2: Life with the Lions.

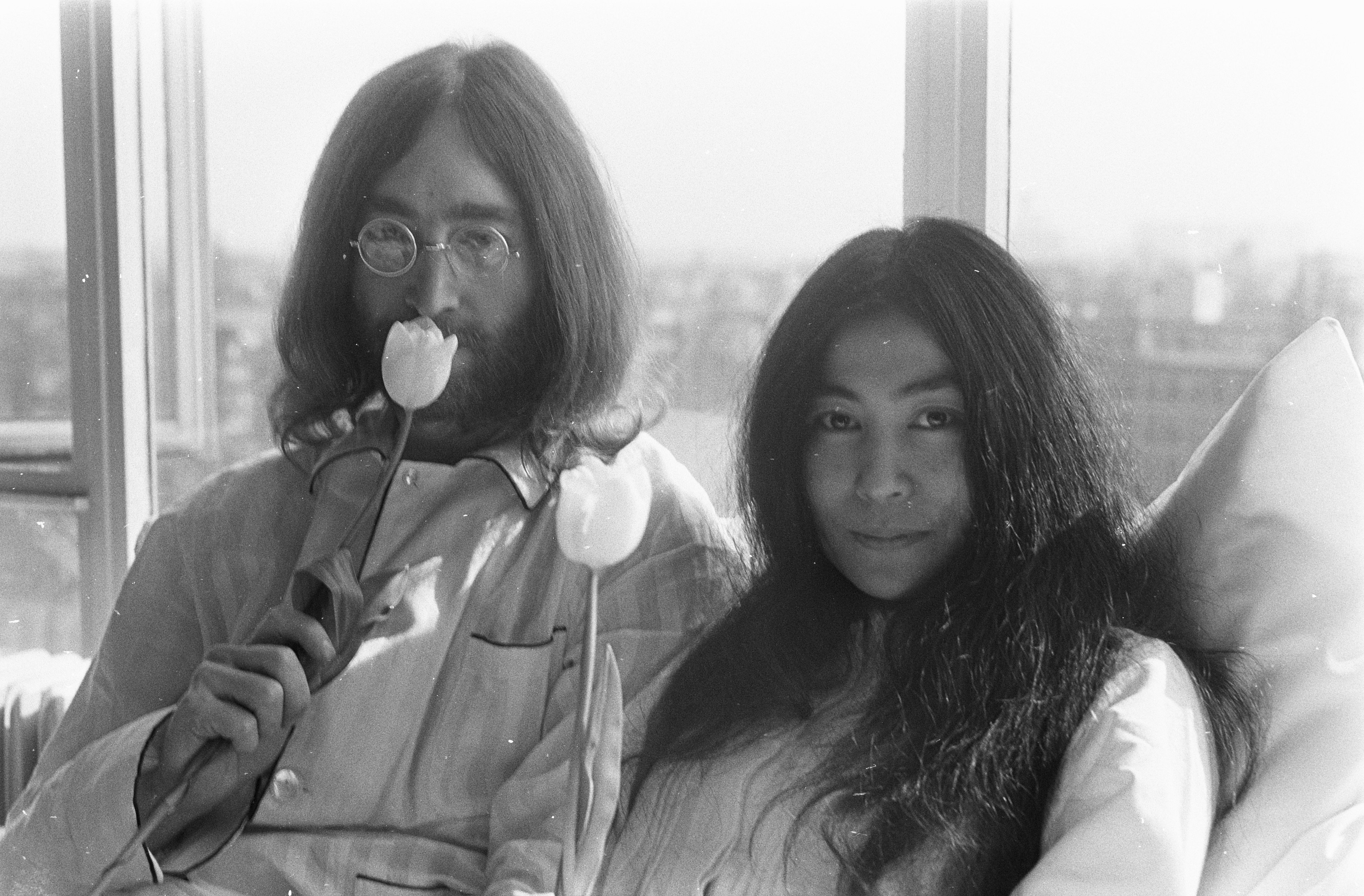
Lennon und Yoko Ono im Amsterdamer Hilton-Hotel während ihres „Bed-In“, 1969

Am 20. März 1969 heirateten John Lennon und Yoko Ono in Gibraltar. Am 31. März 1969 beendete das Paar in der Apollobuurt in Amsterdam sein einwöchiges „Bed-in“. Lennon und Ono hatten ab dem 26. März täglich im Hilton-Hotel vom Bett aus Interviews gegeben, um ein sichtbares Zeichen für den Frieden zu setzen. Später äußerte sich Lennon dazu:

„Als wir heirateten, wussten wir, dass unsere Flitterwochen sowieso öffentlich sein würden, also beschlossen wir, sie zu nutzen. Unser Leben ist unsere Kunst. Das war das Bed-In. Wir saßen im Bett und redeten mit den Reportern. Es war urkomisch. Im Endeffekt machten wir einen Werbespot für den Frieden […].“

Eine weitere Woche folgte in Montreal, während das dritte „Bed-In“ an einer fehlenden Einreisegenehmigung für die Bahamas scheiterte. Im Rahmen ihrer Friedenskampagne gaben Lennon und Ono in Wien ein Interview in einem Sack und nannten die Aktion „Bagism“. Das Lied The Ballad of John and Yoko handelt von den Ereignissen der Flitterwochen. Der dritte und letzte Teil der Unfinished-Music-Serie, die das gemeinsame Leben von John Lennon und Yoko Ono dokumentiert, wurde unter dem Namen Wedding Album im Oktober 1969 veröffentlicht.

#### Neue Wege und das Ende der Beatles

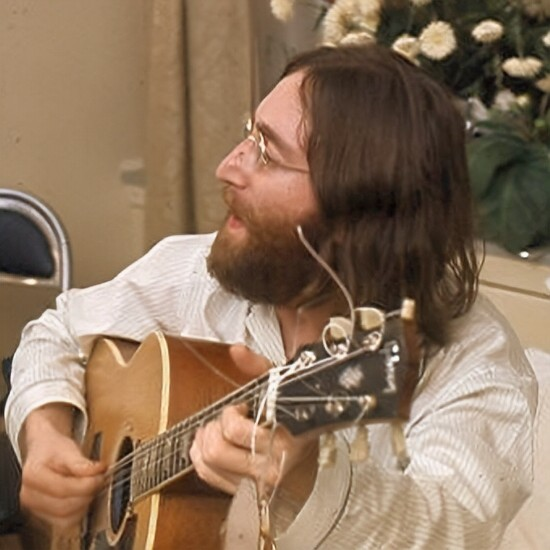
Lennon bei den Proben zum Titel Give Peace a Chance, 1969

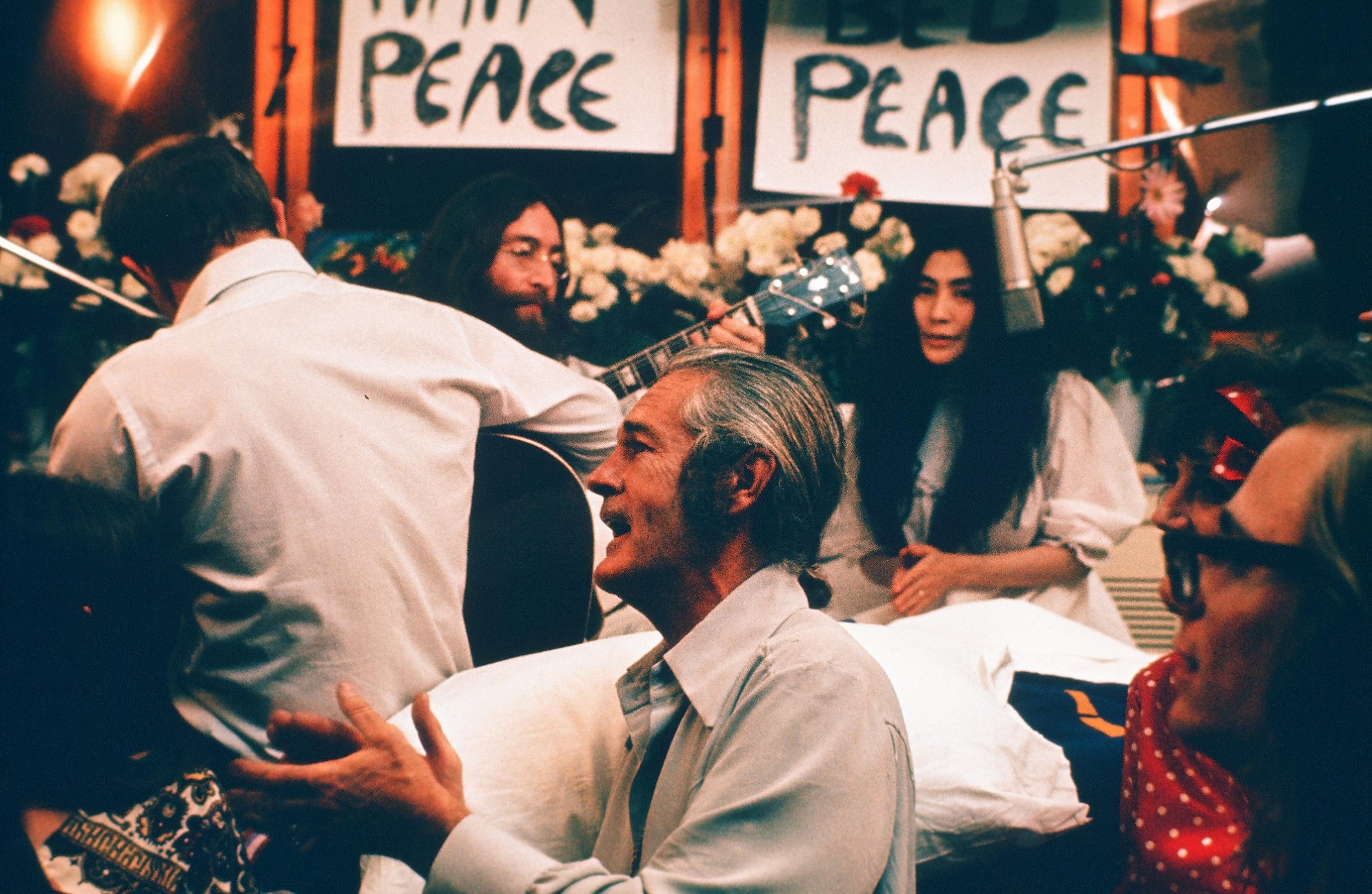
Aufnahme von Give Peace a Chance mit Lennon und Yoko Ono; im Vordergrund Timothy Leary

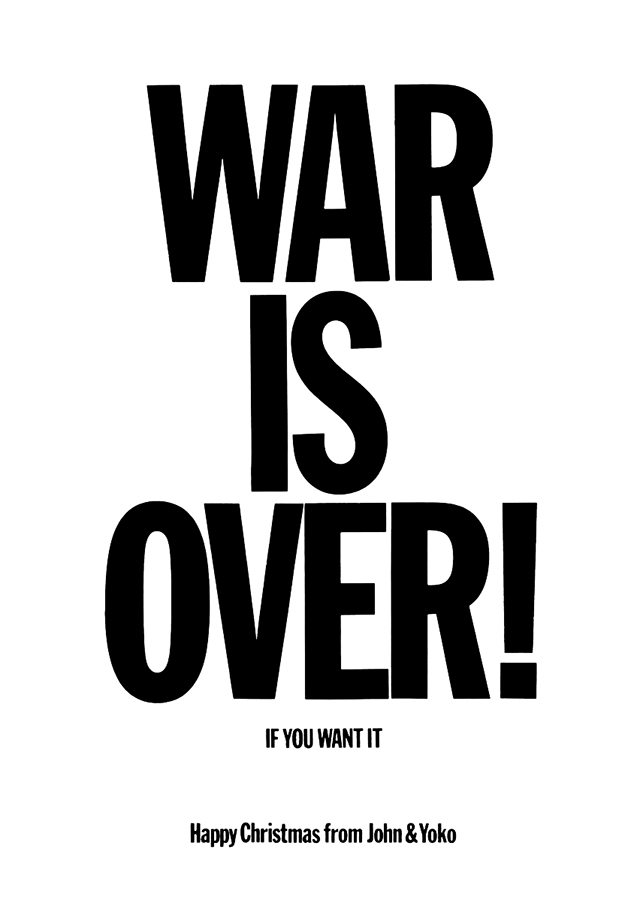
Poster der Friedenskampagne aus dem Jahr 1969

Das Paar gründete 1969 die Plastic Ono Band, deren erste Single – das während des „Bed-Ins“ in Montreal aufgenommene Give Peace a Chance – es im Juli des Jahres weltweit unter die Top 20 der Hitparaden schaffte. Im Oktober folgte die Single Cold Turkey (deutsch: Kalter Entzug), die sich allerdings vergleichsweise schlecht verkaufte. Cold Turkey beschreibt die Leiden während eines Heroinentzugs. Lennon kämpfte während der folgenden fünf Jahre gegen seine Abhängigkeit von der Droge. Das Fallen von Cold Turkey in den Charts gab Lennon als zusätzlichen Grund dafür an, den Orden Member of the British Empire (MBE) zurückzugeben, den er 1965 mit den anderen Beatles erhalten hatte. Der Hauptgrund, den er in der schriftlichen Begründung anführte, war die Beteiligung Großbritanniens an den beiden Kriegen in Biafra und Vietnam.
Im Dezember 1969 organisierten Lennon und Ono die Plakat- und Posterkampagne War Is Over, um für den Frieden zu werben. Die von John Kosh gestalteten Plakate waren in mehreren Großstädten weltweit zu sehen, unter anderem in New York, Los Angeles, Toronto, Tokio, Rom und Berlin. Am 23. Dezember 1969 trafen sich John Lennon und Yoko Ono mit dem kanadischen Premierminister Pierre Trudeau zu einer 50-minütigen Unterredung.
Im Zuge dieser Projekte mit Yoko Ono entfernte sich Lennon immer mehr von den Beatles. Das Projekt eines Dokumentarfilms über die Beatles unter dem Titel Get Back war geprägt von zunehmenden Konflikten innerhalb der Gruppe und wurde erst 1970 unter dem Titel Let It Be veröffentlicht. Das letzte gemeinsame Projekt der Beatles war ihr Album Abbey Road, das im September 1969 auf den Markt kam. Lennon kritisierte das Album später oft in Interviews. Trotzdem wurde es eines der erfolgreichsten der Gruppe.

### Solokarriere

#### 1970–1971:Plastic Ono BandundImagine
Am 27. Januar 1970 nahm John Lennon seine neue Single Instant Karma! mit dem amerikanischen Musikproduzenten Phil Spector auf. Lennon sagte dazu in einem Interview: “I wrote it for breakfast, recorded it for lunch and we’re putting it out for dinner.” (Deutsch: „Ich schrieb es zum Frühstück, nahm es zum Mittagessen auf und wir veröffentlichen es zum Abendessen.“) Instant Karma wurde ein internationaler Top-Ten-Hit.
Am 10. April 1970 verkündete Paul McCartney die offizielle Auflösung der Beatles und kam damit Lennon zuvor, der sie für sich selbst beanspruchte, da John Lennon am 20. September 1969 während eines Treffens gegenüber den anderen Mitgliedern der Beatles verkündet hatte, dass er die „Scheidung“ von den Beatles wollte. Paul McCartney schrieb später dazu: „Das war 1969, und die Beatles waren dabei sich aufzulösen. John hatte erklärt, er wolle aussteigen, und Allen Klein meinte, wir sollen es niemandem verraten, weil er in Vertragsverhandlungen mit Capitol Records steckte. Wir hielten also ein paar Monate lang die Klappe. Wir lebten mit einer Lüge, weil wir wussten, dass John die Band verlassen hatte.“
Ab Anfang 1970 hörte Lennon von der „Urschrei“-Therapie, die der amerikanische Psychologe Arthur Janov entwickelt hatte. Lennon und Ono luden Janov im April 1970 auf ihr Anwesen Tittenhurst Park nach Ascot ein und unterzogen sich der Behandlung. Es folgten vier weitere Monate in Los Angeles in Kalifornien. Während dieser Zeit schrieb Lennon mehrere Titel, die seine persönliche Situation, Ärger, Ängste und Probleme widerspiegelten. Das Resultat war Lennons erstes Soloalbum John Lennon/Plastic Ono Band (Dezember 1970), auf dem Lennon folglich offen seine persönlichen Gefühle beschreibt. Produziert wurde es von ihm selbst, Yoko Ono und Phil Spector. Beim Lied God singt er am Ende “I don’t believe in Beatles; I just believe in me. Yoko and me. And that‘s reality”. (Deutsch: „Ich glaube nicht an die Beatles, ich glaube nur an mich. Yoko und mich. Und das ist die Realität.“) Der angeschlossene Teil des Liedes beginnt mit der Aussage, dass der Traum vorbei sei, aber dass man nun weitermachen müsse.
Im März 1971 folgte die erfolgreiche Single Power to the People, die politisch motiviert war, so schrieb John Lennon das Lied nach einem von Tariq Ali, dem Herausgeber des politisch-linksorientierten britischen Magazins Red Mole, geführten Interview. Die Single God Save Us / Do the OZ wurde im Mai 1971 aufgenommen, die A-Seite wurde von Bill Elliot eingesungen und die B-Seite von Lennon. Die Veröffentlichung erfolgte unter dem Pseudonym Elastic Oz Band.

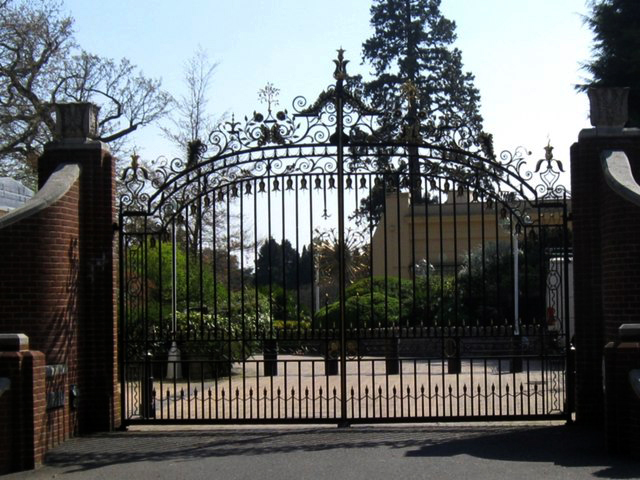
Eingangstor vom Tittenhurst Park

Sein zweites Album Imagine (September 1971) nahm Lennon mit alten Weggefährten wie George Harrison und Klaus Voormann im Mai 1971 in Lennons eigenem Studio, den Ascot Sound Studios in Tittenhurst Park, auf. Es war das einzige Album von John Lennon, das dort entstand. Im Gegensatz zum Album John Lennon/Plastic Ono Band war der musikalische Einfluss von Phil Spector deutlich erkennbar. John Lennon sagte über das Album Imagine im Vergleich zum Vorgängeralbum: “[…] it’s a bit cleaner looking, but the basic message is the same, just more acceptable to people” (deutsch: Es [Imagine] sieht ein bisschen sauberer aus, aber die grundlegende Botschaft ist dieselbe, nur akzeptabler für die Leute). Imagine war kommerziell sehr erfolgreich und erreichte weltweit Spitzenpositionen in den Charts. Das gleichnamige Titelstück gilt als bekanntestes Solostück Lennons und beschreibt die Vision einer besseren und gerechteren Welt. Mit seinen Äußerungen in Bezug auf Religion im Song Imagine verletzte Lennon angeblich die religiösen Gefühle seines späteren Mörders, was wohl hauptsächlich zu dem Attentat führte. 2012 wurde Imagine als einer der Songs bei der Abschlussfeier der Olympischen Sommerspiele in London mit einem nie zuvor gezeigten Video gespielt. Das Lied Imagine erreichte in Großbritannien im Jahr 1975 (Platz 6), 1980 (Platz 1) und 1999 (Platz 3) die britischen-Single-Charts.
Im Jahr 1971 war das Verhältnis zu Paul McCartney auf einem Tiefpunkt angelangt, so ist das im Beisein des 20 Prozent der Einnahmen verlangenden Musikmanagers Allen Klein und Yoko Ono entstandene Lied How Do You Sleep? mit der Textzeile „The only thing you done was yesterday“ eine Abrechnung mit McCartney und eine Reaktion auf dessen Ram-Album vom Mai 1971. Das McCartney-Lied Too Many People ist eines von drei Liedern des Albums, die John Lennon als an sich gerichtet empfand. Die Textzeile von How Do You Sleep? „[…] those freaks was right when they said you was dead“ ist eine Anspielung auf die Paul-is-dead-Verschwörungstheorie. Auch über Paul und Linda McCartneys Song Another Day machte Lennon sich lustig. Lennons Lied enthält noch weitere Behauptungen, unter anderem, dass sich Paul McCartney mit „Ja-Sagern“ umgäbe, und dass seine Musik nach der Meinung von John Lennon minderwertig sei und seine Karriere nur noch ein, zwei Jahre andauern werde. George Harrison spielte bei dem Lied How Do You Sleep? Gitarre. Als Antwort von Paul McCartney wurde das Lied Dear Friend von seinem Wild Life-Album angesehen.
Das Cover des McCartney-Albums Ram zeigt auf der Vorderseite Paul McCartney, der einen Widder an dessen Hörnern festhält. John Lennon ließ als Persiflage auf das Cover ein Foto von sich und einem Schwein in ähnlicher Pose aufnehmen und legte es als Foto Imagine bei.

#### 1971–1973: New York
Im September 1971 verließen John Lennon und Yoko Ono Großbritannien, flogen nach New York und checkten im St Regis Hotel ein, von wo aus sie mehrere künstlerische Projekte begannen. Bis zum November 1971 erfolgte ein Umzug nach Greenwich Village in die 105 Bank Street.
Als erstes musikalisches Projekt nahmen sie im Oktober 1971 die Weihnachtssingle Happy Xmas (War Is Over) auf, die im Dezember in den USA und im November 1972 in Großbritannien veröffentlicht wurde. Das Lied etablierte sich in den folgenden Jahren als eines der meistgespielten Weihnachtslieder.

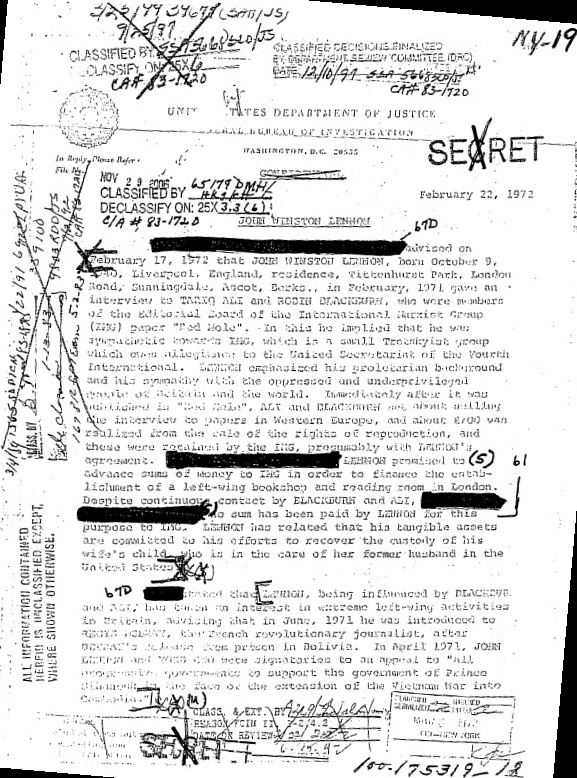
Zensierter Brief von J. Edgar Hoover, betreffend die FBI-Überwachung von John Lennon

Das Album Some Time in New York City (Juni 1972), aufgenommen mit der Band Elephant’s Memory, war gefüllt mit politischen Protestliedern, da John Lennon und Yoko Ono sich in den USA mit verschiedenen politischen Problemen konfrontiert sahen. Das hatte zur Folge, dass sich das Paar intensiv damit auseinandersetzte und diese Einflüsse in ihren Texten verarbeitete. Die Lennons ließen sich in dieser Zeit unter anderen von Jerry Rubin und David Peel politisch beeinflussen. Während dieser Zeit bekam John Lennon Probleme mit der Aufenthaltsgenehmigung in den USA, es drohte ihm eine Ausweisung. Grund waren die wachsenden Befürchtungen der Nixon-Administration vor einem „radikalisierenden“ Künstler John Lennon. In dieser Zeit wurde Lennon vom FBI überwacht.
Lennon und Ono thematisierten in den Liedern den Aufstand in der Attica Correctional Facility, den Nordirlandkonflikt und den Dichter und Anarchisten John Sinclair, der 1969 in den USA wegen des Besitzes von zwei Marihuana-Zigaretten zu zehn Jahren Haft verurteilt worden war. Für Sinclair hatten Lennon und Ono bereits am 10. Dezember 1971 an einem Benefizkonzert teilgenommen. Mit der Singleauskopplung Woman Is the Nigger of the World protestierte Lennon gegen die Rolle der Frau in der damaligen Gesellschaft und thematisierte feministische Denkweisen. Außerdem enthält das Album zusätzlich den Livemitschnitt eines gemeinsamen Auftritts vom 6. Juni 1971 von John Lennon, Yoko Ono und Frank Zappas Mothers of Invention im Fillmore East in New York, sowie einen weiteren Konzertmitschnitt der Plastic Ono Band im Lyceum Ballroom in London vom 15. Dezember 1969, das unter dem Motto „peace for christmas“ (Benefit for UNICEF) stand. Some Time in New York City war das kommerziell erfolgloseste Studioalbum John Lennons zu Lebzeiten.

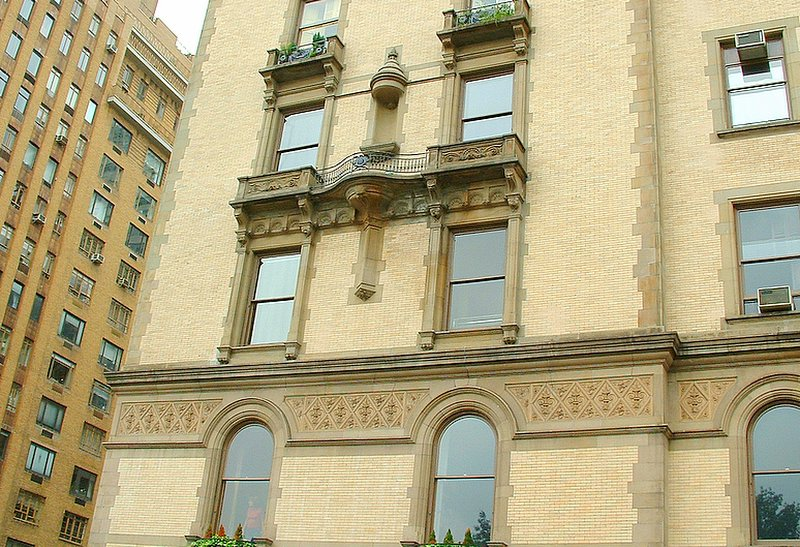
Lennons Apartment im Dakota-Gebäude in New York

Am 30. August 1972 traten Lennon und Ono auf dem „One to One“-Benefizkonzert im Madison Square Garden zugunsten von Kindern mit Behinderungen auf. Ein Mitschnitt des Konzerts erschien 1986 postum als John Lennon: Live in New York City. Der Auftritt war das letzte große Konzert Lennons.
Ende 1972 beendete John Lennon die Zusammenarbeit mit der Elephant’s Memory Band.
Im Februar 1973 begann der Umzug von Lennon und Ono in ein luxuriöses Appartement im Dakota Building in der 72. Straße in New York, ihr vormaliger Wohnsitz in Großbritannien, das 29 Hektar umfassende Anwesen Tittenhurst Park, wurde am 15. September 1973 an Ringo Starr veräußert.
Am 13. März 1973 fanden die Aufnahmen der Lennon-Komposition I’m the Greatest statt, John Lennon spielte Klavier und übernahm den Hintergrundgesang, George Harrison spielte Gitarre, Ringo Starr sang und spielte Schlagzeug. Damit fehlte nur Paul McCartney zu einer Beatles-Reunion. Den Bass spielte bei dem Lied Klaus Voormann, die Orgel Billy Preston, das Lied wurde auf dem Ringo-Starr-Album Ringo veröffentlicht. Eine Version des Liedes, bei der John Lennon singt, wurde 1998 auf dem Album John Lennon Anthology veröffentlicht.

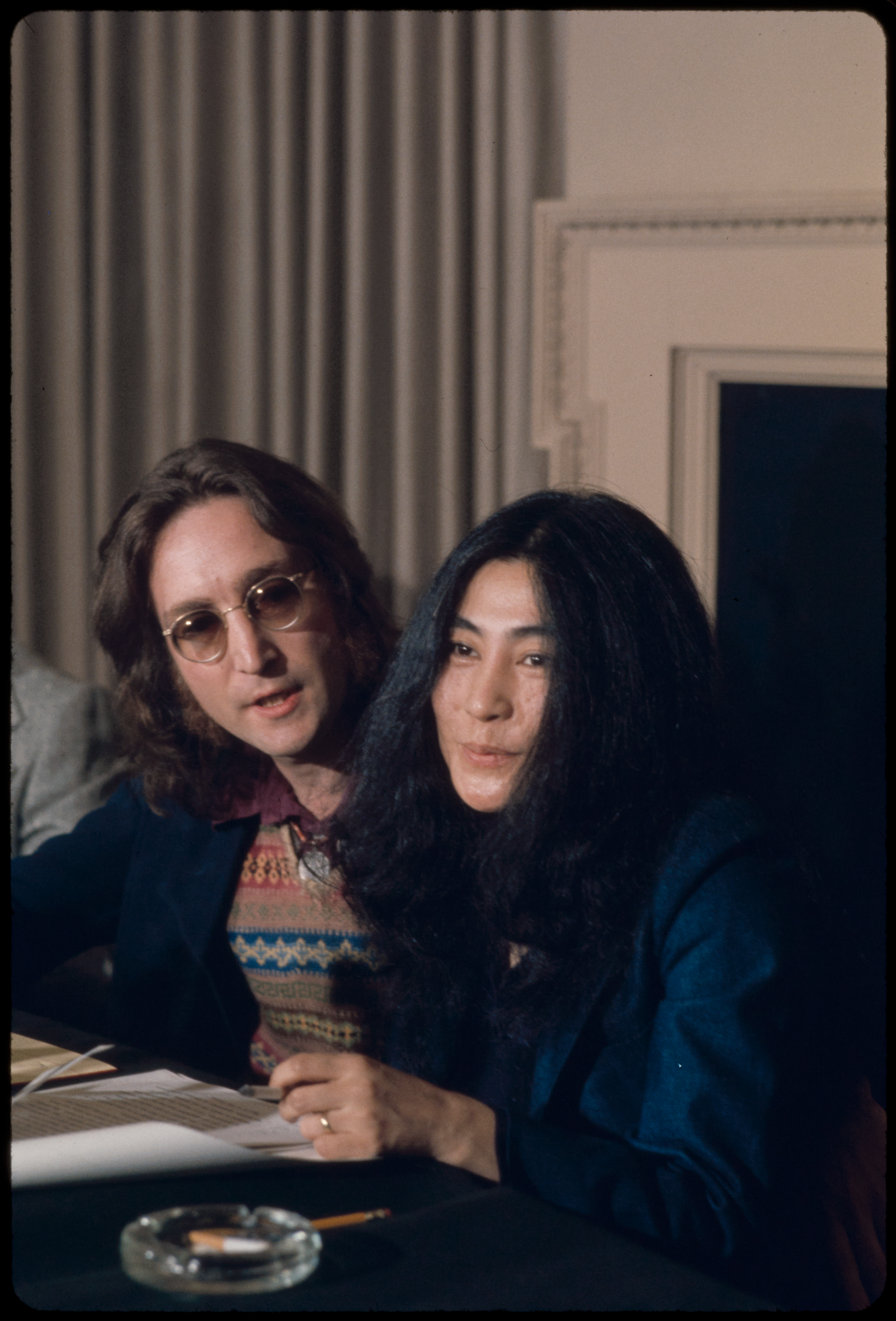
John Lennon und Yoko Ono rufen den fiktiven Staat ‚NUTOPIA‘ aus, April 1973

Am 1. April riefen Lennon und Ono den fiktiven Staat ‚NUTOPIA‘ aus, ein Land, das weder Grenzen noch Pässe kenne. Die Nationalhymne von ‚NUTOPIA‘ bestand aus drei Sekunden Stille und wurde auf dem Album Mind Games im November veröffentlicht. Das Album wurde erstmals von Lennon selbst produziert, es ist insgesamt musikalisch und textlich kommerzieller ausgerichtet als das Vorgängeralbum. John Lennon führte den politischen Weg des Jahres 1972 nicht weiter fort, politische Engagements sowie der Kontakt zu Jerry Rubin und David Peel wurden eingestellt.

#### 1973–1975: Lost Weekend
Während der Aufnahmen zum Album Mind Games im Juli/August 1973 ließ Lennon sich wegen Eheproblemen auf eine zeitweilige Trennung von Yoko Ono ein. Yoko Ono bat anschließend May Pang, ihre Sekretärin und Presseagentin, John Lennon zu begleiten. John Lennon und May Pang hatten während des sogenannten „Lost Weekend“ (deutsch: „Verlorenes Wochenende“), das 18 Monate dauern sollte, eine Affäre. Im September 1973 verließen John Lennon und May Pang New York und begaben sich nach Los Angeles. Diese Zeit war geprägt von selbstzerstörerischen Alkoholexzessen, die Lennon unter anderem mit Harry Nilsson und Keith Moon unternahm.

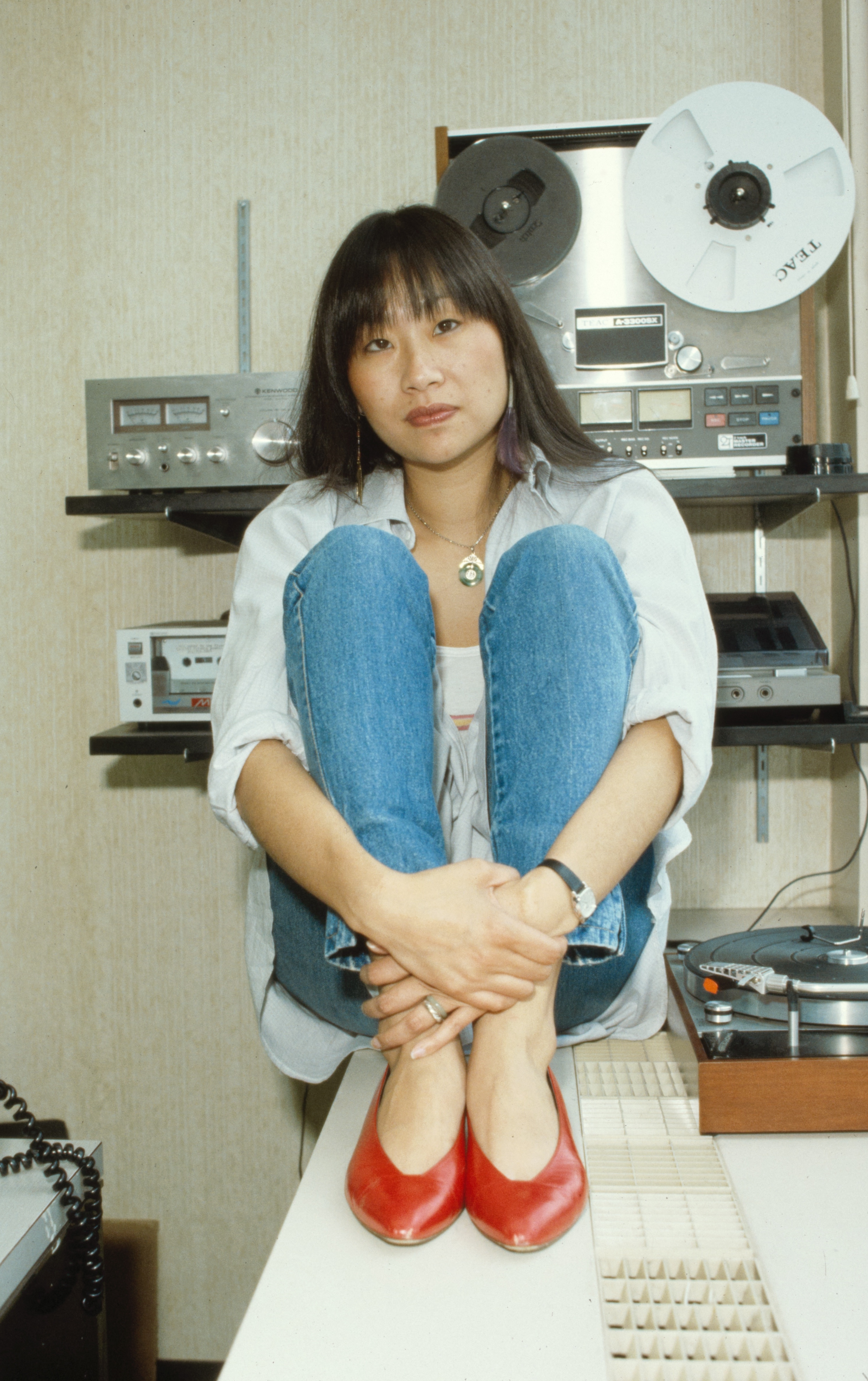
May Pang, 1983

Lennon begann gemeinsam mit Phil Spector vom Oktober bis zum Dezember 1973 mit der Arbeit am Album Rock ’n’ Roll. Die Arbeit am Album stagnierte allerdings aufgrund mangelnden Engagements der Beteiligten. Schließlich eskalierte die Situation, als Spector im Studio seinen Revolver abfeuerte. Die Aufnahmen wurden dann schließlich abgebrochen.
Im März 1974 erfolgte ein Verweis aus dem Troubador Club von John Lennon und Harry Nilsson, die im angetrunkenen Zustand einen Auftritt der Smothers Brothers gestört hatten; dieser Vorfall sowie das Verhältnis zu May Pang wurden durch die Presse öffentlich gemacht. Danach beschloss John Lennon wieder musikalisch aktiv zu werden, indem er das neue Album Pussy Cats von Harry Nilsson produzieren wollte. Die Aufnahmen erstreckten sich von Ende März 1974 bis in den April 1974. Während dieser Aufnahmen kam es am 28. März 1974 zur einzigen bekannten musikalischen Zusammenarbeit mit Paul McCartney nach der Trennung der Beatles. McCartney, der mit seiner Ehefrau Linda kurzzeitig Los Angeles besuchte, wurde von Lennon zu einer ganztägigen Jamsession eingeladen, der unter anderem Stevie Wonder beiwohnte. Bei den Aufnahmen sang Lennon die Hauptstimme und spielte Gitarre. McCartney sang die Nebenstimme und spielte Schlagzeug. Eine von John Lennon angedachte weitere musikalische Zusammenarbeit mit Paul McCartney wurde nicht mehr realisiert.

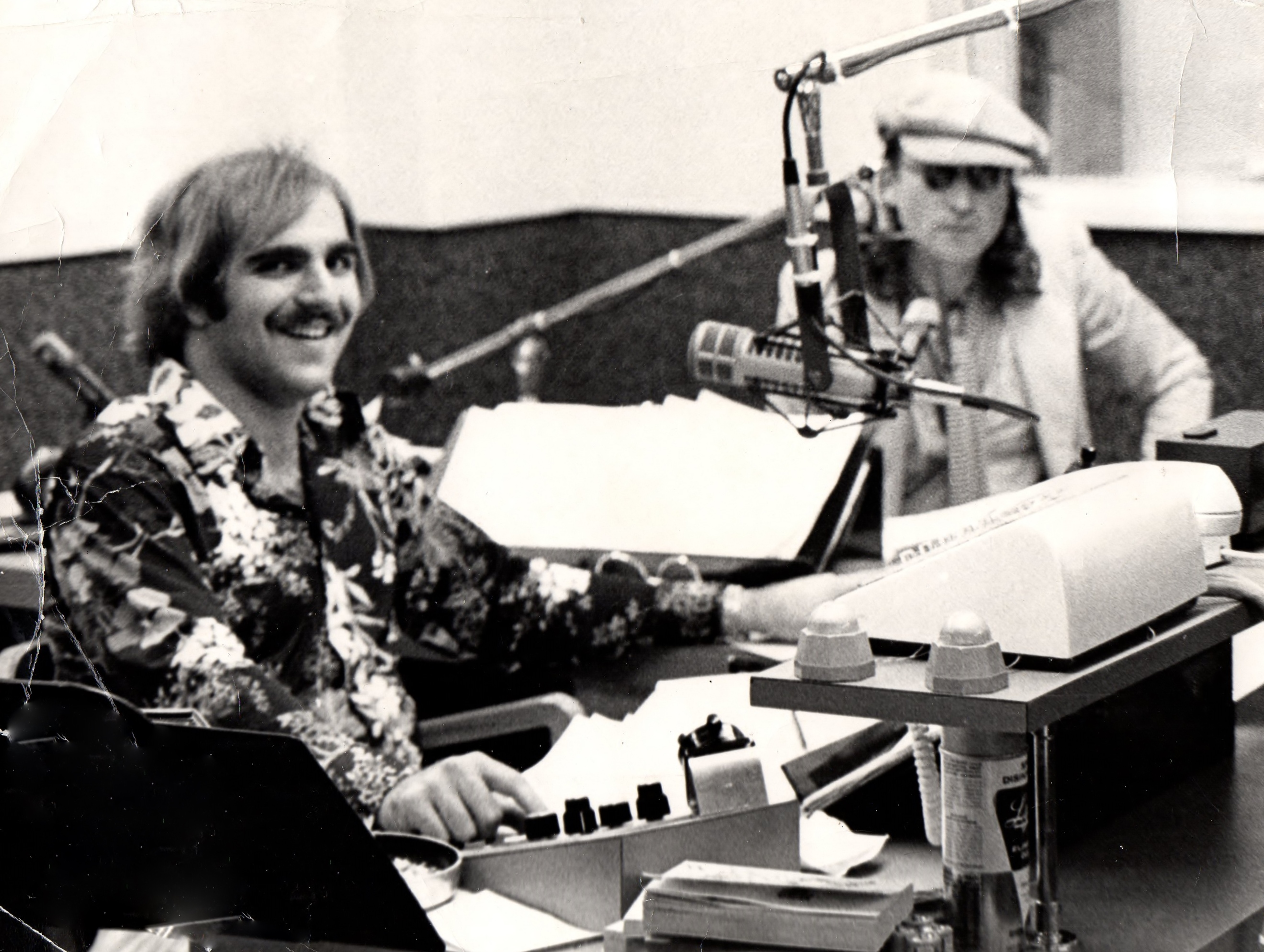
Lennon (rechts) während eines Radiointerviews, 1975

John Lennon kehrte für die Aufnahmen zu Walls and Bridges (Oktober 1974), die im Juli/August 1974 stattfanden, nach New York zurück, wie bei Mind Games produzierte John Lennon das Album erneut selbst. In Los Angeles hatte Lennon den britischen Musiker Elton John kennengelernt, der Lennon auf dem Album bei den Liedern Whatever Gets You thru the Night und Surprise, Surprise (Sweet Bird of Paradox) unterstützte. Neben der Single Whatever Gets You Thru the Night erreichte auch das Album die Nummer-eins-Position in den US-amerikanischen Billboard-Charts und war somit das zweite und letzte Nummer-eins-Solo-Album zu Lebzeiten von John Lennon. Aufgrund einer verlorenen Wette mit Elton John (Lennon glaubte nicht, dass Whatever Gets You Thru the Night die Spitze der Charts erreichen würde) trat er am 28. November 1974 als Überraschungsgast bei einem Konzert Johns im Madison Square Garden auf. Neben Whatever Gets You thru the Night spielten Lennon und John die Beatles-Stücke Lucy in the Sky with Diamonds und I Saw Her Standing There. Ende August 1974 nahm Elton John mit John Lennon das Lied Lucy in the Sky with Diamonds in den Caribou Ranch Studios in Colorado auf. John Lennon sang die Hintergrundstimme beim Refrain, weiterhin spielte er Gitarre. Lucy in the Sky with Diamonds erschien im November 1974 als Elton-John-Single und erreichte Platz eins der US-amerikanischen Charts. Ebenfalls im August 1974, im Anschluss zu den Aufnahmen zum Album Walls and Bridges sang John Lennon das Lied  Only You (And You Alone) während der Aufnahmen zum Album Goodnight Vienna von Ringo Starr ein, im April wurde schon die Lennon-Komposition (It’s All Da-Da-Down To) Goodnight Vienna als Demo aufgenommen, beide Lieder wurden im November 1998 auch auf dem Kompilationsalbum John Lennon Anthology veröffentlicht.
Im Oktober 1974 entschied sich John Lennon mit den Studiomusikern der Aufnahmen für Walls and Bridges erneut ins Studio zu gehen, um das mit Phil Spector begonnene Album Rock ’n’ Roll fertigzustellen, das im Februar 1975 veröffentlicht wurde. Das Album enthielt Coverversionen bekannter Stücke aus Lennons Jugendzeit.
Im Januar 1975 wirkte Lennon bei den Aufnahmen zu David Bowies Album Young Americans in den New Yorker Sigma Sound Studios bei zwei Liedern mit, auf denen er Gitarre spielte und sang. Die Singleauskopplung Fame ist eine Zusammenarbeit der beiden und erreichte in den US-Charts den ersten Platz.
Ende Januar/Anfang Februar 1975 zog John Lennon wieder mit Yoko Ono in das Apartment im Dakota-Building zusammen. Am 8. April 1975 wurde John Lennon von Tom Snyder in seiner Fernsehsendung Tomorrow interviewt, die Fernsehausstrahlung erfolgte am 28. April 1975 in den USA. In späteren Jahren erfolgte eine Veröffentlichung des Interviews auf VHS-Kassette im Mai 1981 und auf DVD im April 2008. Am 18. April 1975 hatte John Lennon seinen letzten Liveauftritt während der Fernsehshow Salute to Sir Lew – The Master Showman, wo er die Lieder Slippin’ and Slidin’, Stand by Me und Imagine sang, am 13. Juni 1975 erfolgte die Fernsehausstrahlung in den USA.

### Rückzug ins Privatleben und Comeback (1975–1980)

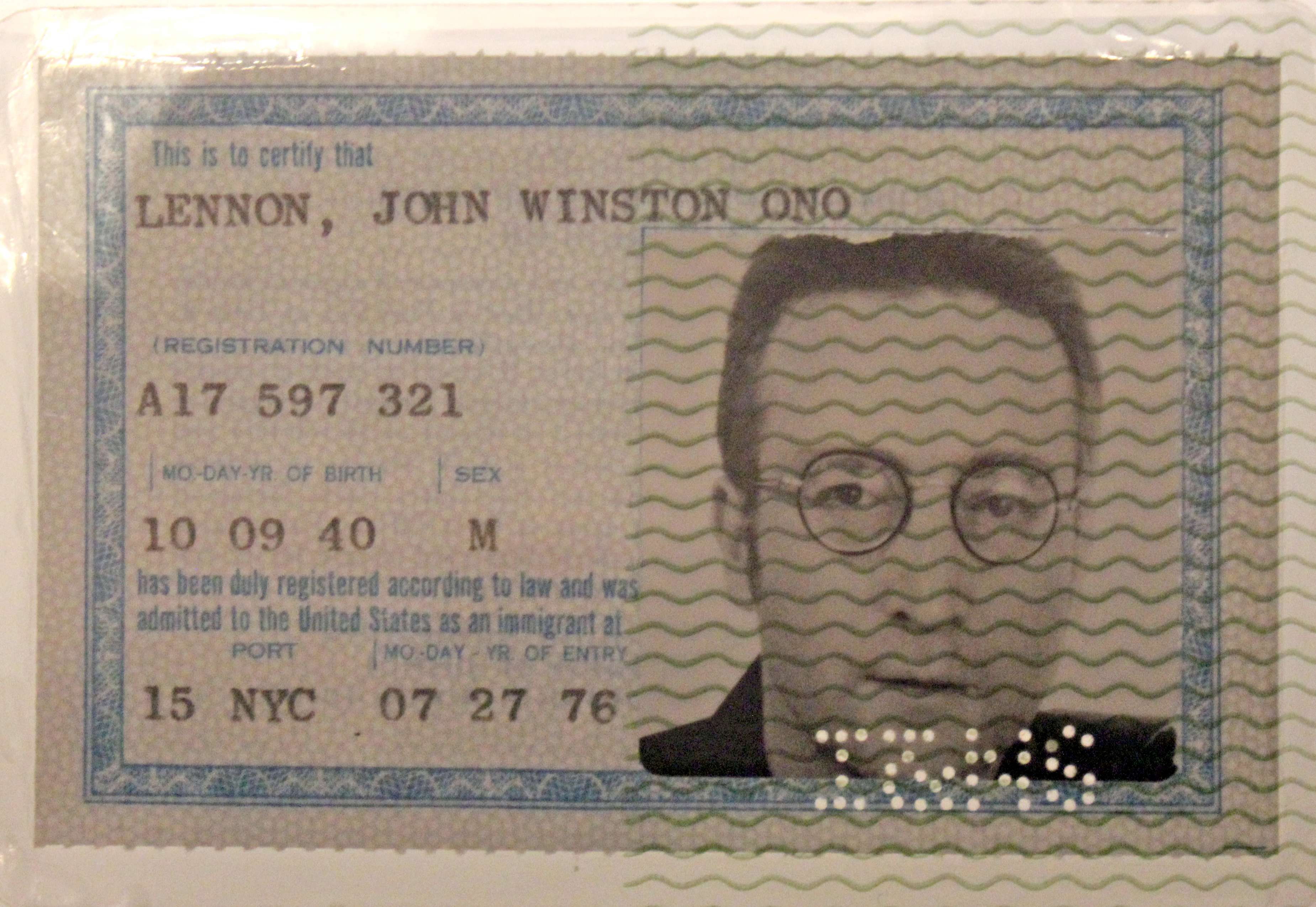
Lennons Green Card, 1976

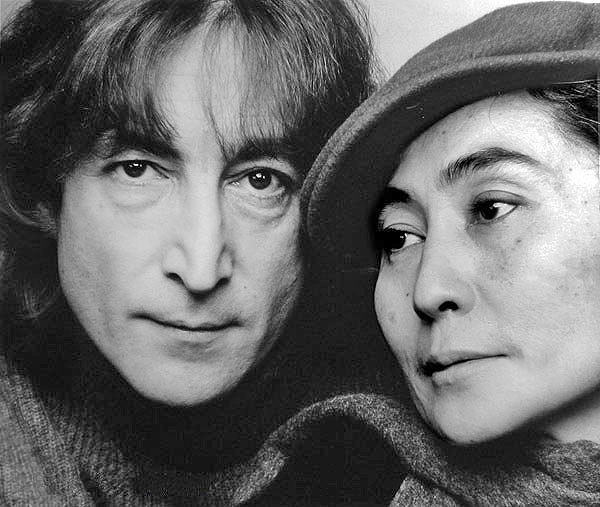
John Lennon und Yoko Ono, 1980 porträtiert von Jack Mitchell

Am 9. Oktober 1975, Lennons 35. Geburtstag, wurden Lennon und Ono Eltern ihres gemeinsamen Sohnes Sean Taro Ono Lennon. Am selben Tag erhielt John Lennon nach vierjährigem Kampf gegen die US-Behörden die Green Card. Ono kümmerte sich fortan um die geschäftlichen Belange der Familie, während Lennon zu Hause blieb, um sich um seinen Sohn zu kümmern. Lennon distanzierte sich zunehmend von seiner Rolle als „Rockstar“ und stellte seinen Sohn in den Mittelpunkt seines Lebens. Während Lennon sich vorwiegend um den Haushalt kümmerte, übernahm Yoko Ono Lennons Management, das mangels neuer Veröffentlichungen überwiegend die Rechte an alten Liedern verwaltete.
Am 24. Oktober 1975 wurde das erste Kompilationsalbum von John Lennon mit dem Titel Shaved Fish veröffentlicht.
Am 24. April 1976 besuchte Paul McCartney John Lennon in New York, es war das letzte Treffen der beiden Ex-Beatles. Seinen vorerst letzten Studioeinsatz hatte John Lennon während der Aufnahmen zum Ringo-Starr-Album Ringo’s Rotogravure am 12. Juni 1976. Lennon steuerte die noch nicht veröffentlichte Eigenkomposition Cookin’ (In the Kitchen Of Love) nebst Klavierbegleitung bei.
Das Paar gab am 4. Oktober 1977 im Hotel Okura in Tokio ein Interview, in dem es erklärte, dass ihre augenblicklichen Prioritäten im Familienleben und in der Erziehung ihres Kindes lägen und sie sich deshalb bis zum fünften Lebensjahr ihres Sohnes Sean aus dem Musikgeschäft zurückziehen würden. Laut Aussage von George Harrison besuchte er John Lennon im Dakota Building (in der zweiten Hälfte der 1970er Jahre), es war ihr letztes Treffen. (Laut Keith Badman’s Buch The Beatles Diary Volume 2: After the Break-Up 1970–2001 war deren letztes Treffen am 28. September 1980 in Los Angeles.)
Zwischen 1975 und 1980 nahm John Lennon mehrere Demos seiner neuen Kompositionen zu Hause auf, die teilweise auf Bootlegs erhältlich sind oder legal veröffentlicht wurden. Das 1973 bei einer Jamsession entstandene funkige Stück Too Many Cooks war bis 2007 nur auf Bootlegs verfügbar. Nach eigenen Aussagen war es auf Bermuda, wo Lennon den Entschluss fasste, wieder ein Album aufzunehmen. Auslöser war das Lied Rock Lobster der amerikanischen Band The B-52s, das er bei einem Besuch in einem Tanzclub hörte und ihn an Onos Musik erinnerte. Die Zeit schien reif zu sein, wieder aktiv zu werden – oder wie es Lennon im Interview mit dem Rolling Stone ausdrückte: “It’s time to get out the old axe and wake the wife up!”. Es folgten ab August 1980 Aufnahmen von John Lennon und Yoko Ono für ihr letztes gemeinsames Album Double Fantasy, das am 17. November 1980 erschien. Anlässlich des Erscheinens dieses Comeback-Albums gab Lennon im September 1980 dem Playboy eines seiner letzten Interviews. Am 15. November 1980 traf sich John Lennon zum letzten Mal mit Ringo Starr im Plaza Hotel in New York, wo er Starr eine Musikkassette mit vier Liedern überreichte. Es wurden gemeinsame Aufnahmen im Januar 1981 für das Ringo-Starr-Album Stop and Smell the Roses geplant. John Lennon plante weiterhin nach Fertigstellung des nächsten Albums Milk and Honey, das erst im Jahr 1983 von Yoko Ono vollendet wurde, mit den Studiomusikern von Double Fantasy auf Tournee zu gehen. Die Tournee sollte im Frühjahr 1981 in Japan beginnen, gefolgt von Europa und den USA.

### Attentat und Tod

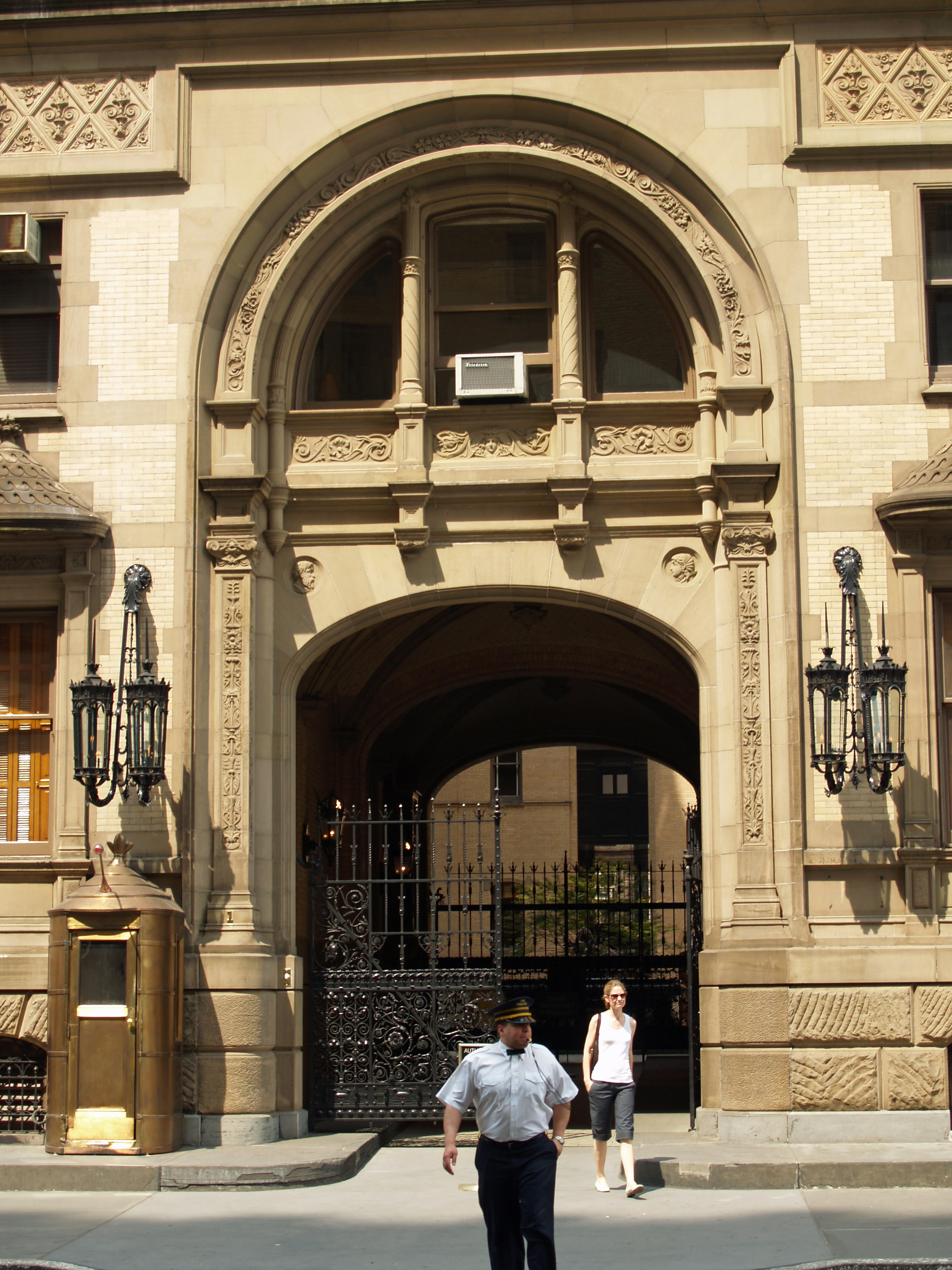
Vor dem Eingang zum Dakota-Gebäude wurde Lennon 1980 ermordet

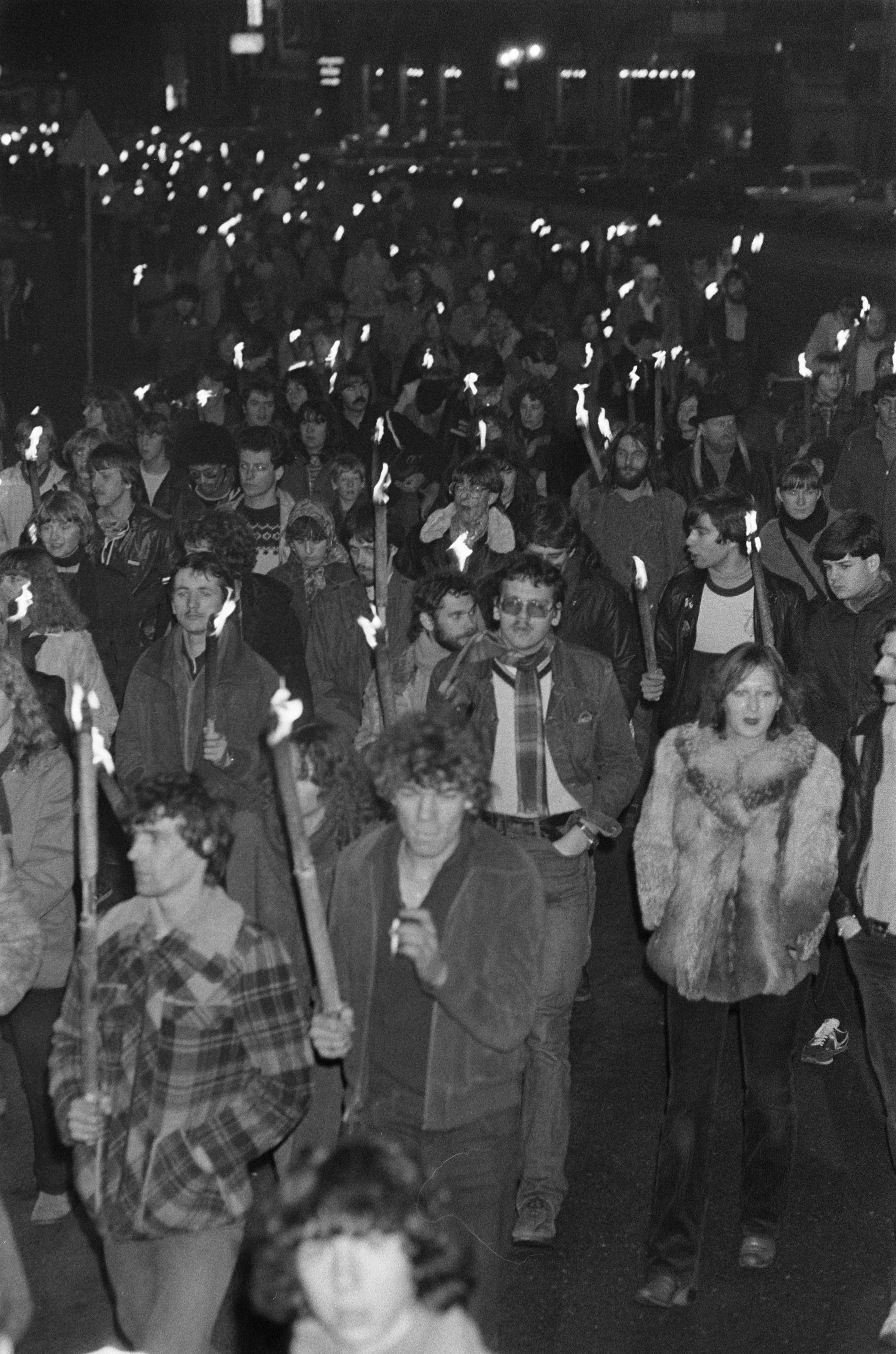
Umzug zum Gedenken an John Lennon am 12. Dezember 1980 in Amsterdam

Am Abend des 8. Dezember 1980 arbeiteten John Lennon und Yoko an der endgültigen Abmischung der Ono-Komposition Walking on Thin Ice im Record Plant-East. Sie kehrten erst um 22:48 Uhr zum Dakota Building zurück. Entgegen seiner Gewohnheit gab Lennon seinem Fahrer die Anweisung, nicht in den Innenhof des Gebäudes zu fahren, sondern ihn und Yoko Ono vor dem Haus aussteigen zu lassen. Nachdem sie am Torbogen des Dakota-Gebäudes vorbeigegangen waren, schoss der geistig verwirrte Attentäter Mark David Chapman aus etwa sechs Metern Entfernung mit einem Revolver auf John Lennon. Lennon war noch bei Bewusstsein, als er ins Roosevelt General Hospital gefahren wurde, erlag aber um 23:07 Uhr seinen schweren Verletzungen.
Als John Lennon wenige Stunden vor dem Mord das Dakota Building verlassen hatte, ließ sich Chapman eine Schallplatte von ihm signieren und wurde in diesem Moment von dem Fotografen Paul Goresh gemeinsam mit Lennon fotografiert. Chapman ist dadurch auf dem letzten Foto, das den Künstler lebend zeigt, mit diesem abgebildet. Lennons Ermordung löste eine Welle des Entsetzens aus. Noch in der Nacht des Mords versammelten sich mehrere tausend Menschen vor dem Dakota Building, um gemeinsam die Lieder Lennons zu singen. Zahlreiche Beileidsbekundungen trafen in den folgenden Tagen bei Yoko Ono ein. Lennons Musik erreichte weltweit Spitzenpositionen in den Charts. Das Album Double Fantasy stieg in den USA von Platz 11 auf Platz 1 und hielt sich dort acht Wochen, die Singleauskopplung (Just Like) Starting Over wurde zum Nummer-eins-Hit. Die folgende Single Woman erreichte in Großbritannien ebenfalls die Nummer-eins-Position und Platz zwei in den USA. In Großbritannien erreichte Imagine aus dem Jahr 1971 postum erstmals die Spitze der Singlecharts, Happy Xmas (War Is Over) dort Platz zwei. Watching the Wheels, als dritte Singleauskopplung aus dem Album Double Fantasy, erreichte ebenfalls die Top Ten in den US-amerikanischen Charts, Give Peace a Chance wurde noch einmal in den deutschen Charts auf Platz neun notiert.
Chapman bekannte sich auf die Mordanklage hin als „schuldig“, dies gegen den Rat seines Anwalts und obwohl ihm sechs von neun psychiatrischen Gutachtern eine Psychose attestierten. Er wurde schließlich 1981 zu einer Freiheitsstrafe von 20 Jahren bis lebenslänglich verurteilt. Yoko Ono hat seit dem Jahr 2000 alle zwei Jahre die Bewährungskommission aufgefordert, Chapman niemals zu entlassen, weil sie sich gefährdet fühle, der Täter kein normales Leben verdient habe und Gewalt wiederum Gewalt erzeuge (violence begets violence). Im August 2022 wurde Chapmans mittlerweile zwölfter Antrag auf Entlassung abgelehnt.

## Wirkung und Nachleben

### Postume Veröffentlichungen

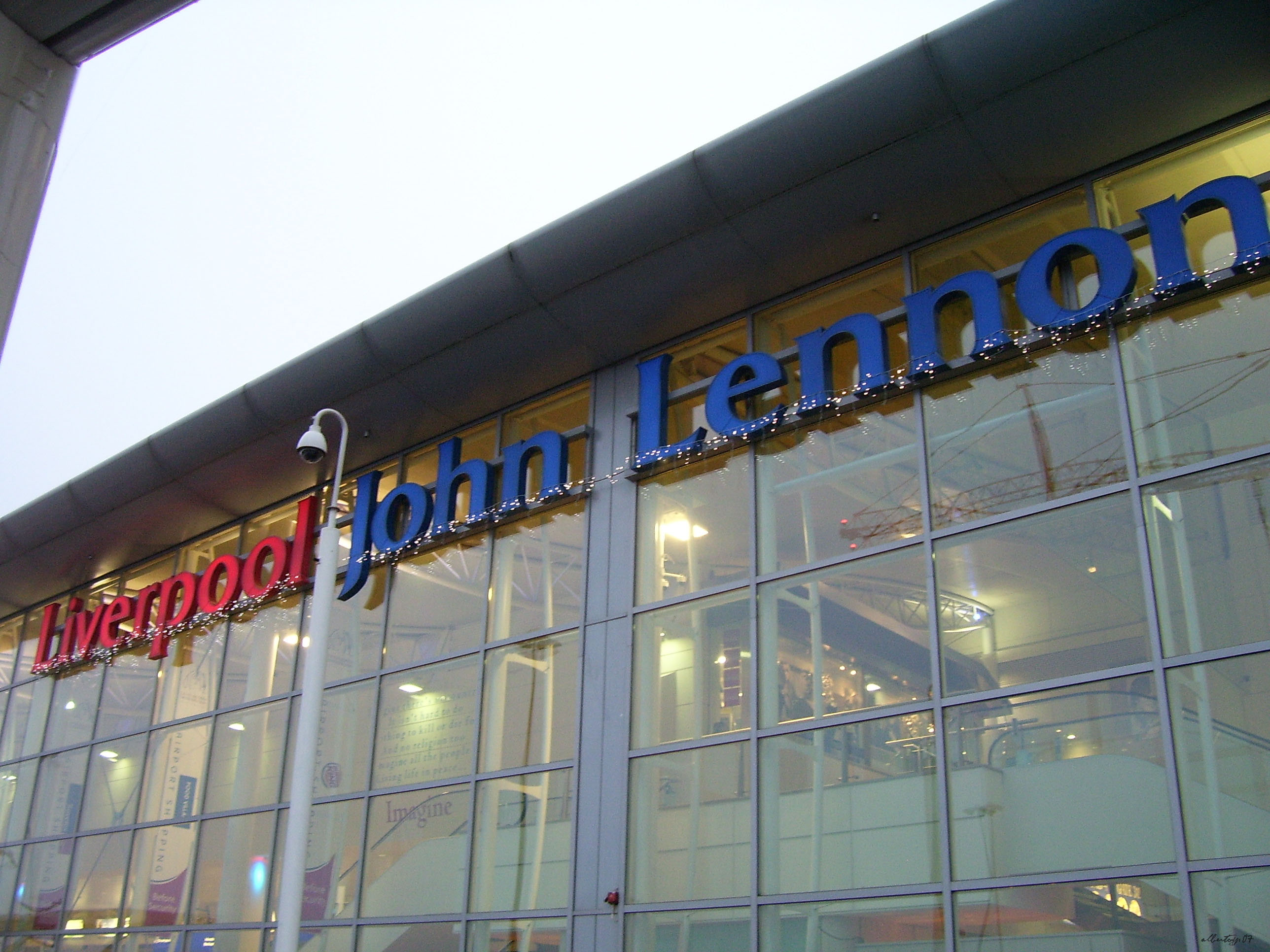
Der nach Lennon benannte Flughafen in Liverpool

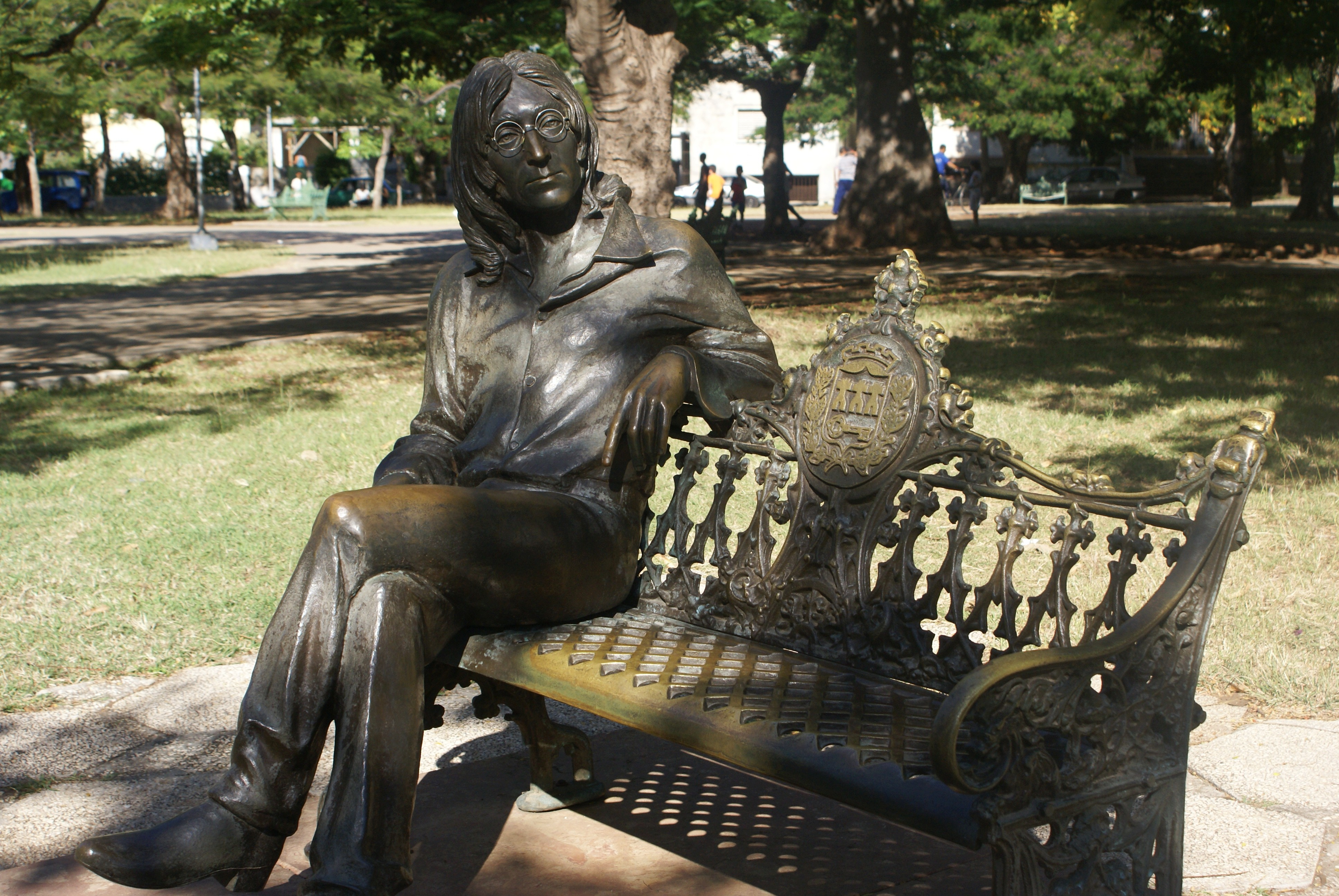
Lennon-Statue in Havanna, Kuba

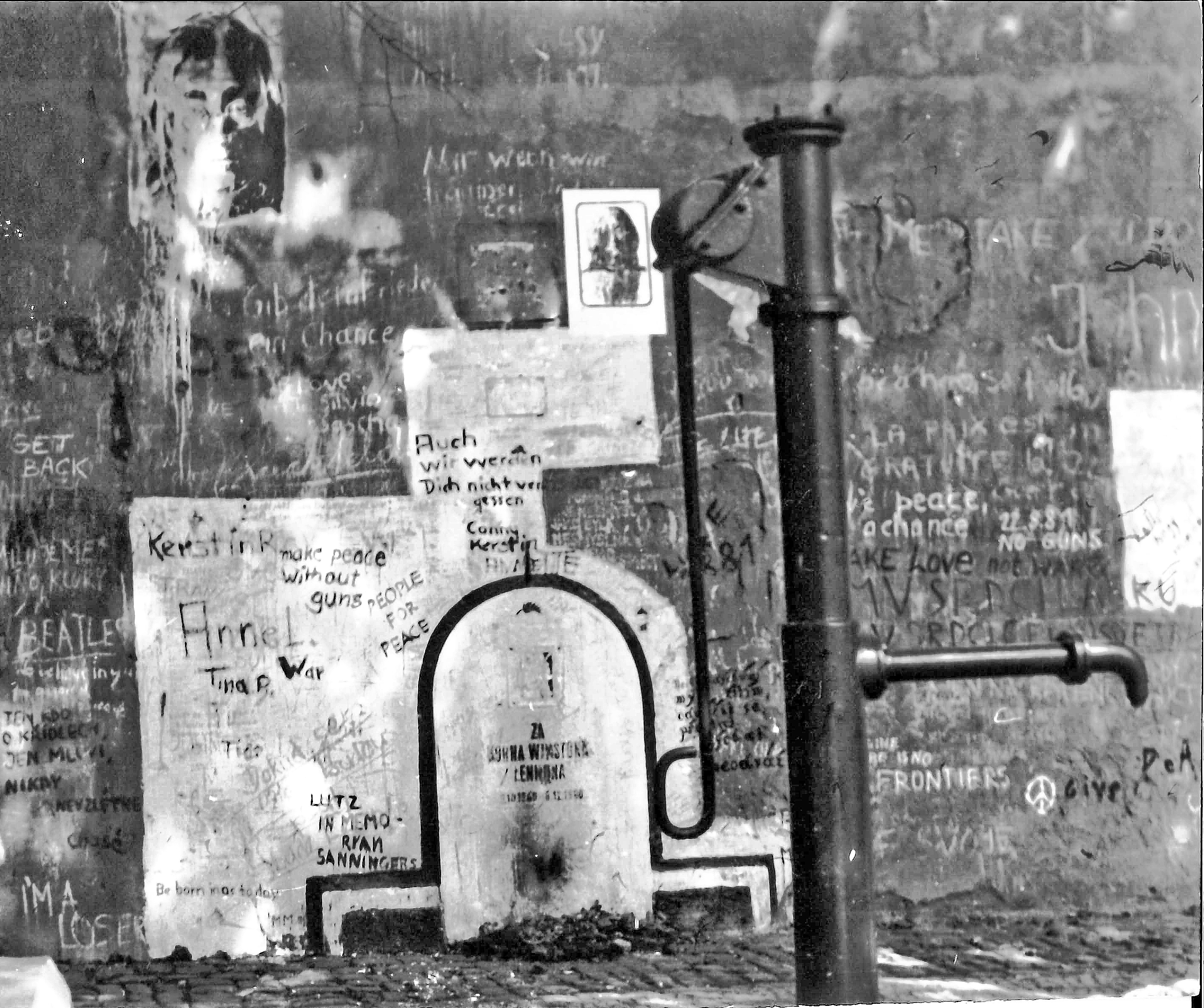
John-Lennon-Mauer in Prag, August 1981

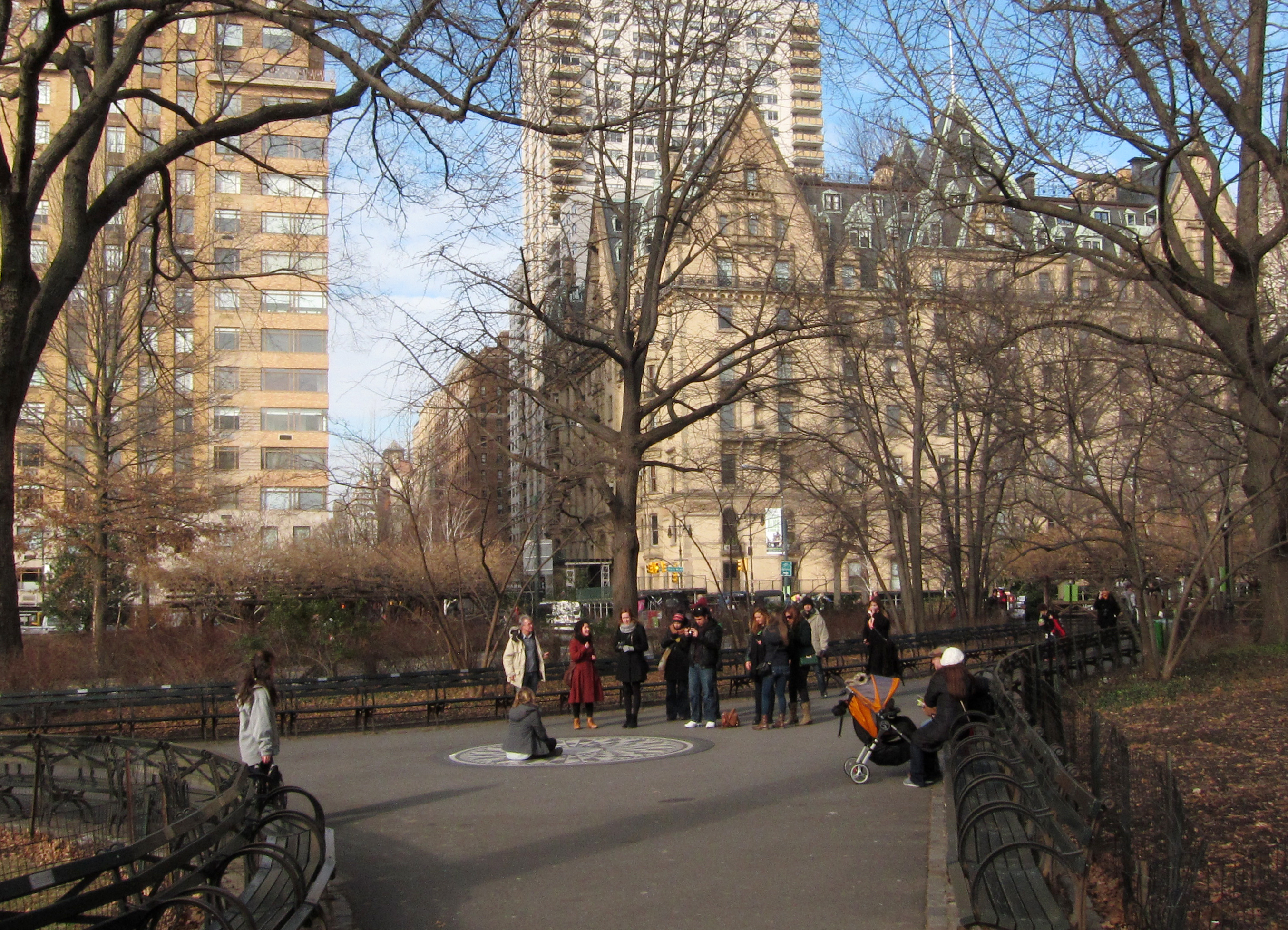
Strawberry Fields im Central Park; das Dakota-Gebäude im Hintergrund

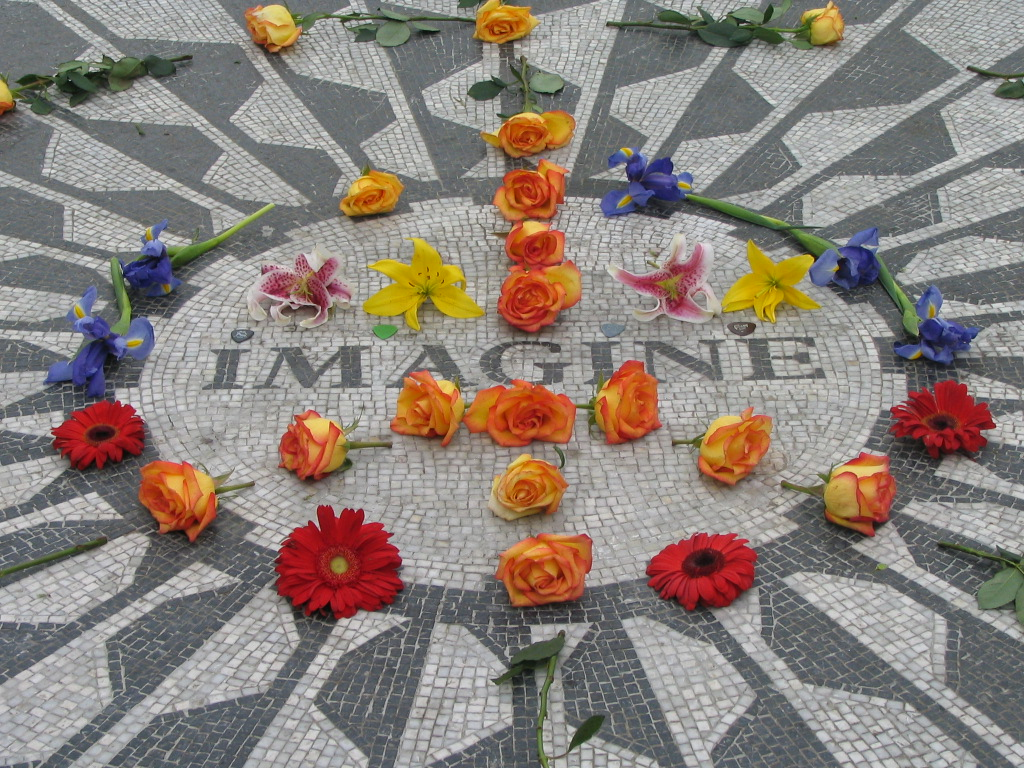
Erinnerungsplatte in Strawberry Fields

Yoko Ono widmete sich seit dem Tode Lennons dem Erhalt und der Verbreitung seines künstlerischen Schaffens, indem sie stetig weiteres Material des Ex-Beatles veröffentlichte. Anfang des Jahres 1984 erschien Milk and Honey, das bereits zu Lennons Lebzeiten als Nachfolgealbum zu Double Fantasy geplant war. Es folgten 1986 das Livealbum Live in New York City und Menlove Ave., das Auszüge aus den Aufnahmesessions früherer Alben enthält. Die Singleauskopplung Nobody Told Me aus dem Album Milk and Honey wurde der bisher letzte Top-Ten-Hit in den USA und Großbritannien.
Im November 1985 erschien der 60-minütige Videofilm Imagine auf VHS-Videokassette, der sämtliche Titel von Imagine, den Singletitel Power to the People, sowie die zwei Yoko-Ono-Titel Don’t Count the Waves und Mrs. Lennon enthält.
Im Jahr 1988 gab die Deutsche Bundespost eine John-Lennon-Briefmarke heraus. Im Oktober 1988 hatte der Dokumentarfilm über John Lennon mit dem Namen imagine: john lennon im Canon Cinema in London in Anwesenheit von Yoko Ono, Sean Lennon und Cynthia Lennon Premiere. Der Regisseur des 100-minütigen Films war Andrew Solt, der mit Sam Egan das Drehbuch geschrieben hatte. Aus über 200 Stunden Filmmaterial konnte Andrew Solt diese karriereübergreifende Dokumentation über John Lennon zusammenstellen. Audiokommentare von John Lennon, meist aus Interviews, unterlegen den Film. Gleichzeitig erschien das Soundtrackalbum Imagine: John Lennon (Music from the Motion Picture).
Zwischen Januar 1988 und März 1992 wurden 218 Sendungen unter dem Titel the lost lennon tapes im US-amerikanischen Radio gesendet. Die Sendungen enthielten Outtakes, Demos und Liveauftritte von John Lennon.
Ab Mai 1992 wurde für eine Nike-Werbung das Lied Instant Karma! verwendet, dadurch erreichte die Single erneut eine Top-Ten-Position in den deutschen Charts. Im Oktober 1992 erschien die 80-minütige Videokollektion The John Lennon Video Collection, die 19 Musikvideos von John Lennon enthält. Im Oktober 2003 erschien eine 100-minütige Videokollektion Lennon Legend: The Very Best of John Lennon, die 20 Musikvideos von John Lennon enthält.
15 Jahre nach Lennons Tod löste die Beatles-Anthology ein erneutes Aufleben der Beatlemania aus. Dafür bearbeiteten die drei 1995 noch lebenden Beatles zwei Demoaufnahmen Lennons. 1995 erschien die Single Free as a Bird, im darauffolgenden Jahr Real Love. Das Besondere an diesen Singles war, dass Lennons Stimme von Tonbändern kam, die er Ende der 1970er Jahre in seiner Wohnung in New York aufgenommen hatte.
Nach dem großen Erfolg der Beatles-Anthology erschien 1998 die John Lennon Anthology, die ähnlich der der Beatles alternative Versionen bekannter Lennon-Stücke enthält, im Jahr 2004 folgte das Album Acoustic, das weitere teilweise unveröffentlichte Versionen von Lennon-Liedern enthält.
Zwischen den Jahren 2000 und 2005 wurden Studioalben von John Lennon remastert, einige Alben wurden neu abgemischt und enthalten Bonusmaterial.
Im April 2000 wurde die DVD John Lennon – Gimme Some Truth: Making of the Album “Imagine” veröffentlicht, die die Entstehung des Albums Imagine aus dem Jahr 1971 dokumentiert. Weitere Dokumentationen über Alben oder Auftritte von John Lennon erschienen wie folgt: John Lennon and The Plastic Ono Band: Sweet Toronto (April 1989), John & Yoko the Bed-in All We Are Saying Is Give Peace a Chance (Dezember 1990), Wie ich den Krieg gewann (Spielfilm, April 1995), John & Yoko’s Year of Peace (September 2002), The Dick Cavett Show – John & Yoko Collection (November 2005), John & Yoko – Give Peace a Song (Oktober 2006) und John Lennon/Plastic Ono Band…the Definitive Authorised Story of the Album (Mai 2008).
Im Jahr 2005 stellte Yoko Ono Amnesty International die Bearbeitungsrechte für alle Solotitel von John Lennon zur Verfügung. „Johns Musik war immer darauf angelegt, Veränderungen herbeizuführen, genauso ist es mit ‚Make Some Noise‘. Wenn wir für die Menschenrechte eintreten, können wir die Welt zum Besseren verändern“, so Ono.
Im September 2006 hatte der Film über John Lennon mit dem Namen The U.S. vs. John Lennon bei den Internationalen Filmfestspielen in Venedig Premiere. Die Regisseure des 96-minütigen Films waren David Leaf und John Scheinfeld. Der Film behandelt die politischen Aktivitäten und Friedensaktionen von John Lennon und Yoko Ono. Das gleichnamige Soundtrackalbum The U.S. vs. John Lennon wurde ebenfalls im September veröffentlicht. Im September 2010 wurde ein weiterer Dokumentarfilm mit dem Titel LENNONYC veröffentlicht, der das Leben Lennons zwischen den Jahren 1971 und 1980 aufzeigt. Der Regisseur des 115-minütigen Films war Michael Epstein. Ein weiterer Film vom Regisseur Epstein erschien im September 2019 mit dem Titel Above Us Only Sky, dieser spiegelt die Entstehungsgeschichte des Albums Imagine und die künstlerische Zusammenarbeit des Ehepaars Lennon wider.
Bis zum Oktober 2020 wurden von der EMI von John Lennon fünf weitere „Best-of“- Kompilationsalbum international veröffentlicht: The John Lennon Collection (November 1982), Lennon Legend: The Very Best of John Lennon (Oktober 1997), Working Class Hero: The Definitive Lennon (Oktober 2005), Power to the People: The Hits (Oktober 2010) und GIMME SOME TRUTH. (Oktober 2020). Im Oktober 2010 erschienen zwei CD-Boxen, Gimme Some Truth, die vier thematisch gegliederte CDs enthält; die Signature Box enthält die acht Original-Studio-Alben sowie zwei Bonus-CDs, die im Jahr 2010 auf der Basis der jeweiligen originalen Abmischungen lediglich erneut remastert wurden. Auf die Bonusstücke der ersten Wiederveröffentlichungen wurde diesmal verzichtet, sodass die Titellisten der Originalveröffentlichungen wiederhergestellt wurden. Weitere Kompilationsalben wurden nur regional veröffentlicht: Instant Karma: All-Time Greatest Hits (Februar 2002), Peace, Love & Truth (August 2005), Remember (November 2006), John Lennon Collector’s Edition (November 2008) und  ICON (September 2014), oder waren für bestimmte Konsumenten bestimmt: Lennon (4-CD-Box, Oktober 1990) und Wonsaponatime (1998-Lieder vom Album John Lennon Anthology, November 1998).
Im Oktober 2010 erschien die Doppel-CD Double Fantasy Stripped Down. Während die zweite CD die remasterte Version des Albums beinhaltet, handelt es sich bei Stripped Down um eine komplette Neuabmischung von Jack Douglas und Yoko Ono. Der wesentliche musikalische Unterschied zur Originalabmischung besteht darin, dass die Stimmen von John Lennon und Yoko Ono deutlicher zu hören sind und diverse Instrumentalbegleitungen und Chöre weggelassen wurden.
John Lennon war 2010 in Fernseh-Werbespots für einen neuen Kleinwagen des Automobilherstellers Citroën zu sehen, was vor allem bei Fans zu Kritik führte, da sie darin einen Ausverkauf John Lennons sahen. Sean Lennon verteidigte Yoko Onos Entscheidung, das Material für die Werbung zur Verfügung zu stellen.
Am 4. Juni 2014 wurden 89 Manuskripte und zum Teil mit Wortwitz versehenen Zeichnungen John Lennons, darunter Schulheft-Zeichnungen, für insgesamt 2.899.000 US-Dollar verkauft. Das Auktionshaus Sotheby’s veröffentlichte ein Video der Kollektion auf ihrer Website. Am 5. Oktober 2018 erschien die bisher inhaltlich umfangreichste Wiederveröffentlichung der Imagine-Aufnahmen, am 23. April 2021 folgte die umfangreiche Wiederveröffentlichung des Albums John Lennon/Plastic Ono Band und am 12. Juli 2024 Mind Games.
Zum 80. Geburtstag von John Lennon, am 9. Oktober 2020, erschien das „Best-of“-Kompilationsalbum GIMME SOME TRUTH.; alle Lieder des Albums wurden neu abgemischt.
Am 2. November 2023 erschien die Single Now and Then mit einem weiteren unvollständigen Song Lennons, der von Paul McCartney und Ringo Starr fertiggestellt wurde.
Am 11. Oktober 2024 wurde das John-Lennon-Album Mind Games Meditation Mixes veröffentlicht, das Sean Lennon produzierte und an dem er musikalisch mitwirkte.

### Ehrungen und Huldigungen

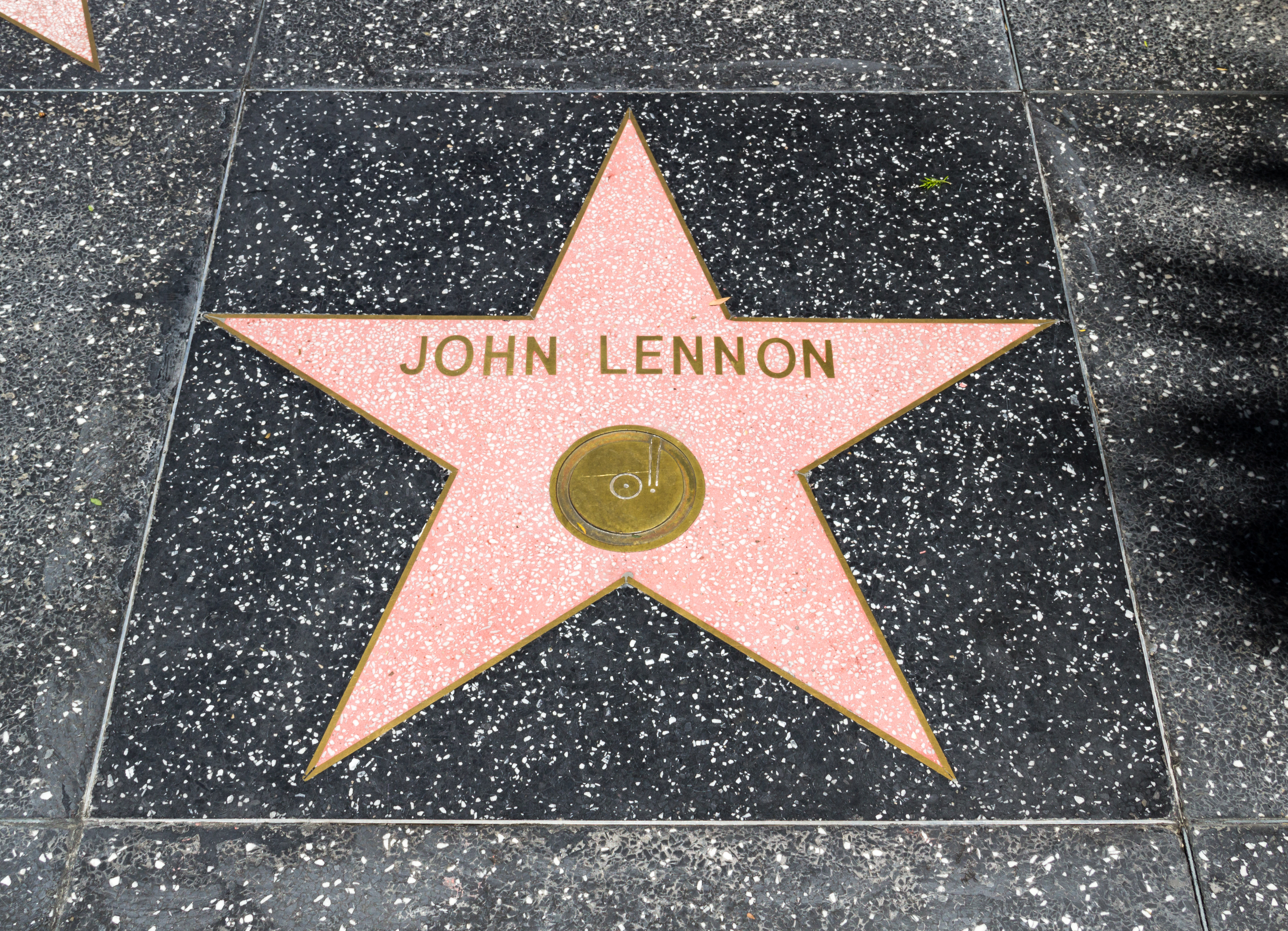
Lennons Stern auf dem Hollywood Walk of Fame

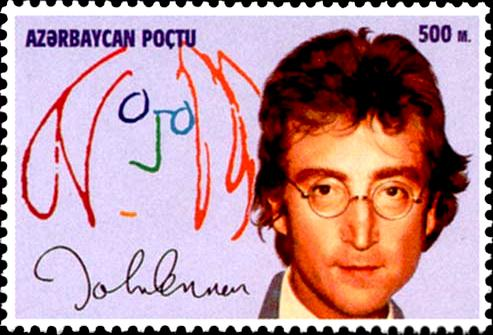
Briefmarke mit Lennons Porträt aus Aserbaidschan, 1995

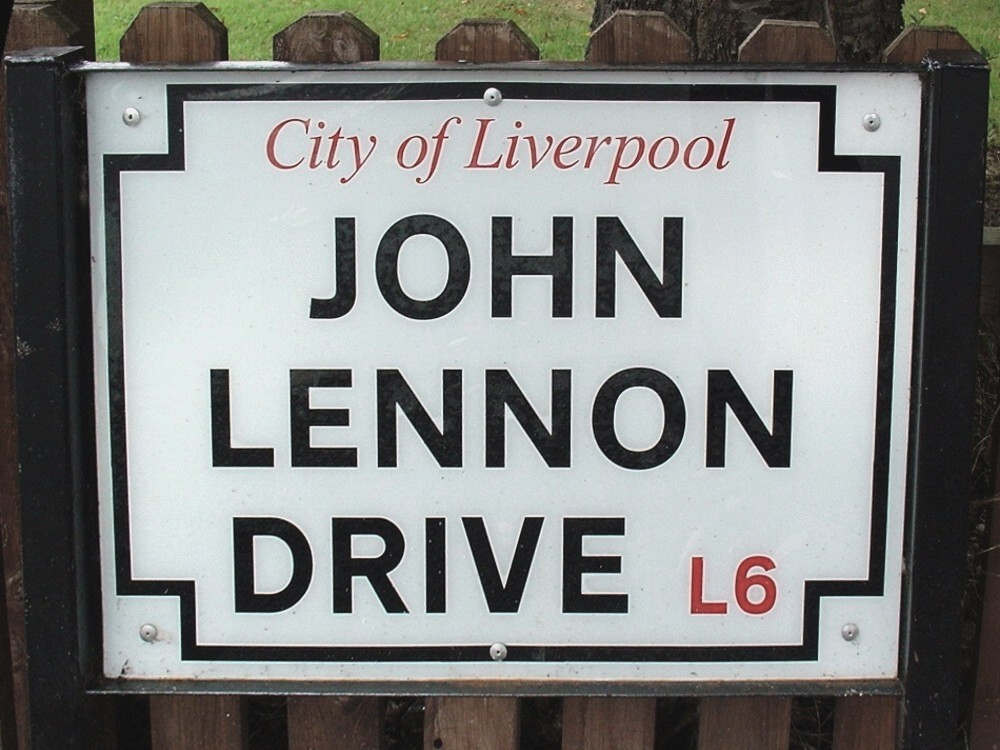
John Lennon Drive in Liverpool

- Double Fantasy erhielt 1982 den Grammy als „Album des Jahres“. 1987 wurde Lennon in die Songwriters Hall of Fame aufgenommen.[94] Sieben Jahre später folgte die Aufnahme in die Rock and Roll Hall of Fame.[95]
- 2002 wurde John Lennon im Rahmen der Fernsehsendung 100 Greatest Britons von den Zuschauern der BBC unter die zehn bedeutendsten Briten gewählt. Er landete damit vor Ikonen wie Horatio Nelson und Oliver Cromwell.
- Das Musikmagazin Rolling Stone wählte Lennon im Jahr 2008 auf Platz fünf der 100 größten Sänger aller Zeiten. Dieselbe Zeitschrift listete ihn auf Rang 38 der 100 größten Musiker, auf Rang 55 der 100 größten Gitarristen und auf Rang drei der 100 größten Songwriter aller Zeiten (eine Position hinter Paul McCartney).[96][97][98][99]
- Imagine erreichte Rang drei der „500 besten Songs aller Zeiten“.
- Auf dem Hollywood Walk of Fame erhielt Lennon einen Stern.
- 40 Jahre nach Veröffentlichung des Weißen Albums der Beatles hat der Vatikan John Lennon am 22. November 2008 offiziell vergeben. Seine Äußerung „Die Beatles sind berühmter als Jesus Christus“ hatte einige Vertreter der katholischen Kirche verärgert.[100]

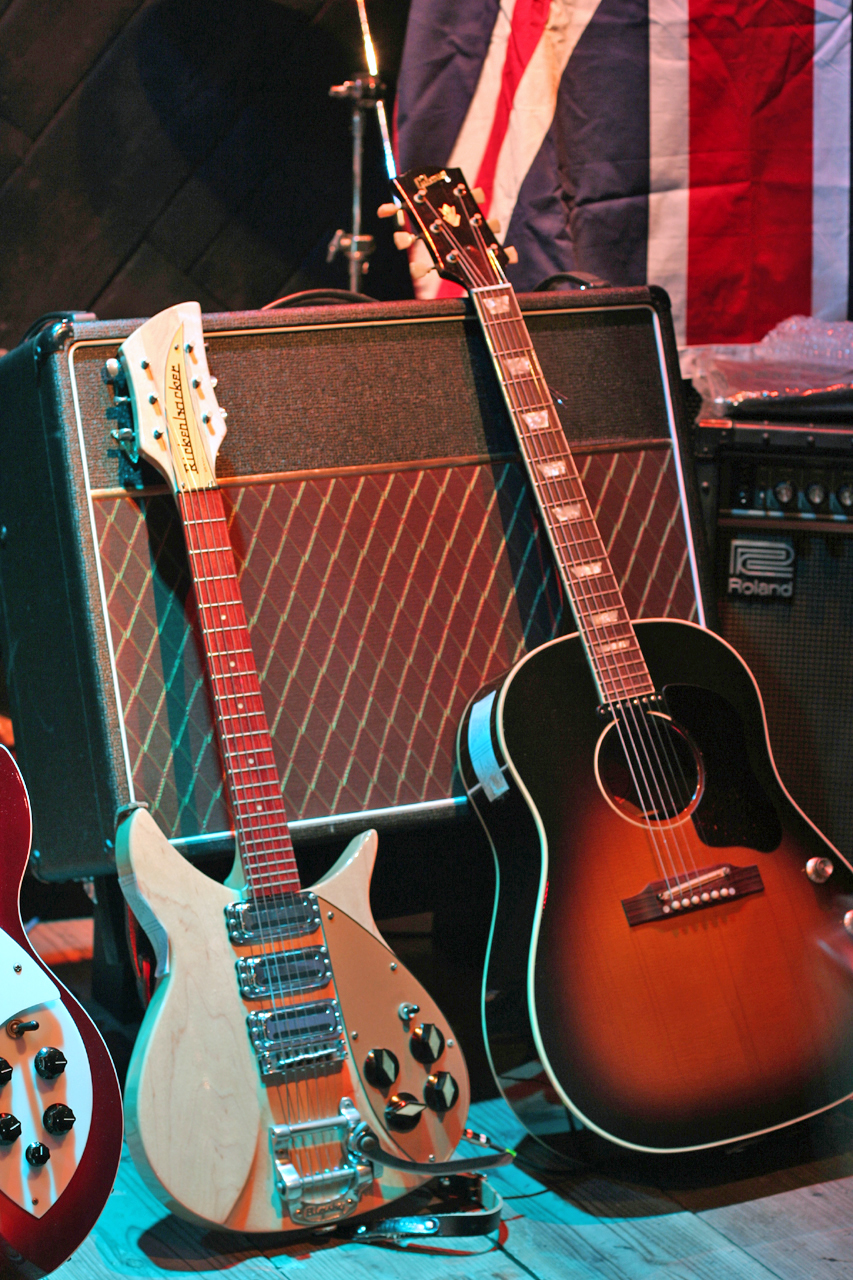
Gitarren von Lennon

- Da John Lennon, der (wie George Harrison) als Elektrogitarre unter anderem Modelle von Rickenbacker[101] nutzte, beim akustischen Gitarrespiel oftmals Westerngitarren von Gibson bevorzugte, brachte dieser amerikanische Hersteller mehrmals Signature-Gitarren zu seinen Ehren heraus. Die beiden letzten veröffentlichten Modelle sind die 70th Anniversary John Lennon J-160E[102] und die John Lennon J-160E Peace.[103]
- Im Jahr 2014 wurde die Vogelspinnenart Bumba lennoni nach Lennon benannt.[104]
- Die Enthüllung des John-Lennon-Denkmals in Verden fand im April 2008 statt. Die Idee hierfür entstand während der Sonderausstellung „John Lennon – ein Beatle in Verden“, die im Jahr 2006 im Deutschen Pferdemuseum zu sehen war. Anlass dieser Ausstellung war das 40-jährige Jubiläum der Dreharbeiten zu dem Antikriegsfilm Wie ich den Krieg gewann mit John Lennon. Unter der Regie von Richard Lester wurde 1966 an mehreren Tagen in Verden, im Landkreis Verden, in der Lüneburger Heide und in Spanien gedreht. Ein markanter Punkt ist das Mühlentor in der Altstadt. Die im Film zu sehende Häuserzeile besteht immer noch und Anwohner, die damals die Dreharbeiten erlebten, erinnern sich noch heute gerne daran. Genau in dieser Straße (Mühlentor) mit dem Stichweg zur Aller steht nun das Monument, das an dieses bedeutende Ereignis für Verden erinnert. Vor Jahren spendeten viele begeisterte Besucher der Sonderausstellung, Privatpersonen sowie Unternehmen, die sich John Lennon verbunden fühlen, für das Monument.[105]
- Auf dem von Johnny Bruck geschaffenen Titelbild des Perry-Rhodan-Heftromans Nr. 525, Das große Sterben, (1971), ist eine Romanfigur abgebildet. Sie trägt die Gesichtszüge von John Lennon.[106]

### Persönliches Andenken

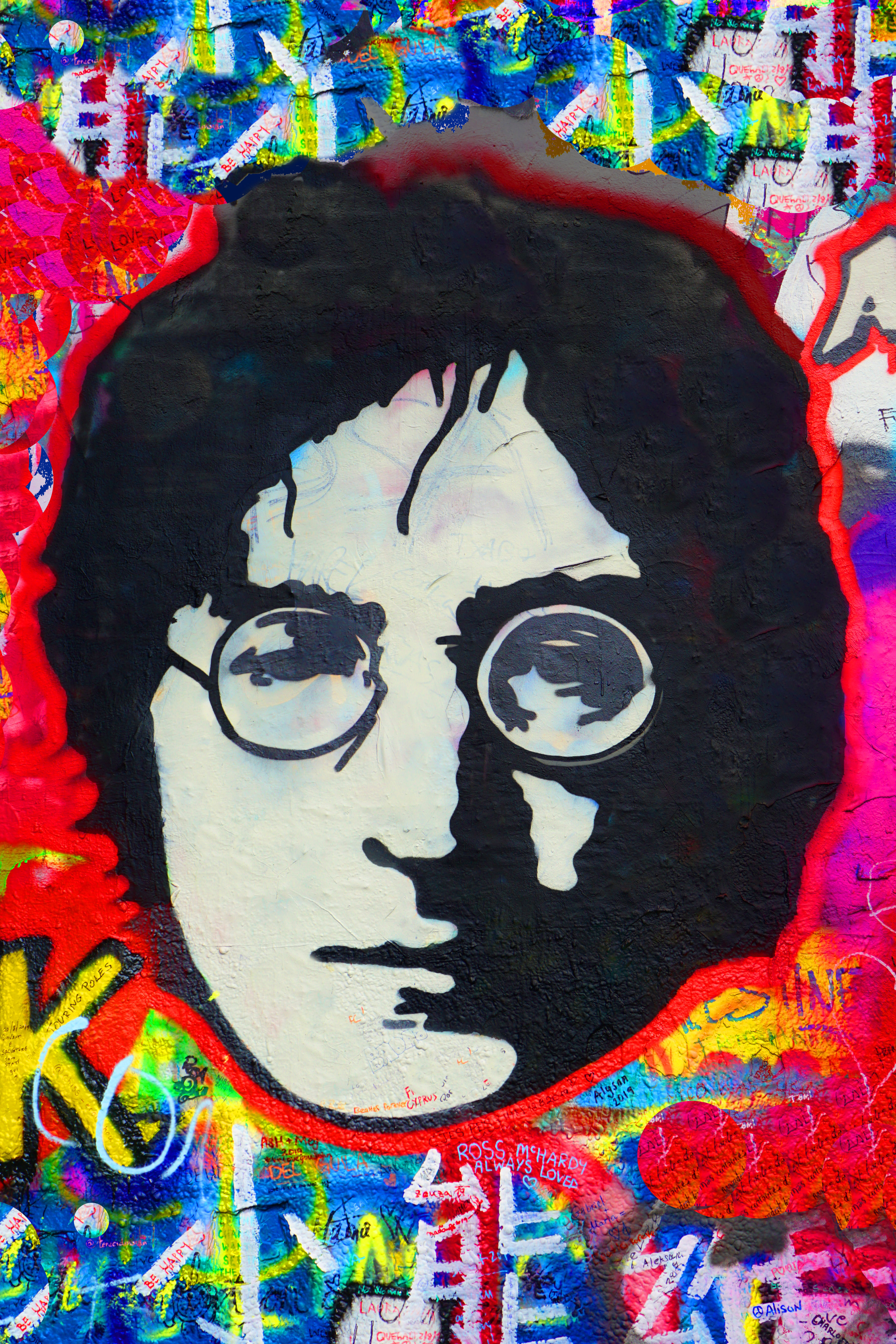
Streetart-Bild von John Lennon an der John-Lennon-Mauer in Prag, 2019

Es gibt kein Grab von John Lennon. Sein Leichnam wurde im Krematorium des Ferncliff Cemetery in Greenburgh verbrannt und die Asche der Witwe übergeben. Der weitere Verbleib von Lennons sterblichen Überresten wurde nicht öffentlich bekanntgegeben.
Die John-Lennon-Mauer ist eine Streetart- und Graffiti-Wand in Prag, die seit den 1960er Jahren mit Liebesgedichten und politischen Botschaften beschrieben und seit den 1980er Jahren mit durch John Lennon inspirierter Streetart und Teilen von John-Lennon- und Beatles-Liedtexten bemalt wird.
Im Jahr 1985 wurde ein kleiner Bereich im Central Park gegenüber dem Dakota Building nach einem von Lennons Liedern als ‚Strawberry Fields‘ benannt. Das runde Mosaik mit dem Schriftzug Imagine dient seitdem als Ort des Gedenkens an Lennon.
2002 wurde der Liverpooler Flughafen Speke in Liverpool John Lennon Airport umbenannt. Das Motto des Flughafens ist ein Zitat aus dem Lied Imagine: „Above Us Only Sky“.
Heute gibt es weltweit zahlreiche Denkmäler zum Andenken Lennons (unter anderem in Liverpool, Havanna und Almería).
Auch in Deutschland gibt es Gedenken an Lennon: Im Jahr 1994 wurde die ehemalige August-Bebel-Oberschule im Berliner Bezirk Mitte unter dem Motto „Beatle statt Bebel“ in John-Lennon-Gymnasium umbenannt. In Oberhausen (Nordrhein-Westfalen) gibt es den John-Lennon-Platz und in Essen sowie in Steinheim an der Murr eine John-Lennon-Straße. Das erste John-Lennon-Denkmal in Deutschland wurde 2008 in Verden (Aller) enthüllt, exakt an der Stelle, wo er 1966 eine Szene in dem Film Wie ich den Krieg gewann gespielt hatte. Ein weiteres wurde 2012 in Liverpools Partnerstadt Köln errichtet.
Auf der Insel Viðey in der Nähe der isländischen Hauptstadt Reykjavík wurde am 9. Oktober 2007 der von Yoko Ono gestiftete Imagine Peace Tower unter anderem im Beisein von Ringo Starr eingeweiht. Das Monument besteht im Wesentlichen aus 15 Scheinwerfern, die – gespeist aus geothermisch erzeugtem Strom – eine bis zu 4000 Meter hohe Lichtsäule erzeugen können. Im Sockel des Denkmals steht in 24 Sprachen „Imagine Peace“ geschrieben.
Zum 80. Geburtstag am 9. Oktober 2020 wurde die Spitze des Empire State Buildings in New York blau und in der Nacht auf den Folgetag mit einem Friedenszeichen beleuchtet.

### Musikalisches Andenken
Nach Lennons Tod folgte eine Vielzahl von Tribute-Songs: 1981 veröffentlichte Roxy Music die Single Jealous Guy, eine Coverversion des Lennon-Klassikers. Die Single erreichte in Großbritannien Platz 1. Ebenfalls 1981 wurde die Hommage He, John der Puhdys zur Nummer 1 der DDR-Jahreshitparade.
Im März 1982 veröffentlichte Lennons Freund Elton John das Stück Empty Garden (Hey Hey Johnny). Im selben Jahr erinnerte Paul McCartney mit Here Today an seinen ehemaligen musikalischen Partner. Dieses Stück ist wie eine imaginäre Unterhaltung der beiden Freunde zu verstehen. Gemeinsam mit Ringo Starr war McCartney auch an George Harrisons Tribute-Song All Those Years Ago beteiligt. Mit George Martin als Produzent kam es so 1981 zu einer kleinen Beatles-Reunion. Paul Simons The Late Great Johnny Ace beschäftigt sich ebenso mit der Ermordung Lennons wie das Stück Life Is Real von Queen. Der Pink-Floyd-Gitarrist David Gilmour verarbeitete das Attentat im Stück Murder, das auf seinem zweiten Soloalbum About Face im März 1984 veröffentlicht wurde.
Im Juli 2005 startete am New Yorker Broadway das Musical Lennon. Es erzählt die Geschichte John Lennons anhand von Zitaten und Liedern des Ex-Beatles. Das Stück entstand in Zusammenarbeit mit Yoko Ono und enthält mit den Titeln India, India, I Don’t Want to Lose You und Cookin’ (in the Kitchen of Love) drei von Lennon unveröffentlichte Kompositionen. Das Musical, in dem die Lebensstationen John Lennons von drei verschiedenen Darstellern unterschiedlichen Alters dokumentiert werden, wurde bereits im Oktober 2005 wegen mangelnder Resonanz wieder vom Spielplan genommen. Laut Paul McCartney hatte Lennon (abgesehen von West Side Story) Musicals gehasst.
Der frühere kroatische Präsident Ivo Josipović verarbeitete Lennons Leben und Tod zu der Oper Lennon auf ein Libretto von Marina Biti. Sie wurde am 22. April 2023 im Kroatischen Nationaltheater in Zagreb uraufgeführt.
Zahlreiche weitere Musiker wie Bono von U2, Liam Gallagher von Oasis und Billie Joe Armstrong von Green Day zählen Lennon zu ihren Vorbildern. Lennons Söhne Julian und Sean arbeiten als Musiker.

## Auszeichnungen
- Sechs Grammys zusammen mit den Beatles
- 1965 Order of the British Empire in der Stufe MBE
- 1971 Oscar (mit den Beatles) für die Filmmusik von Let It Be[115]
- 1982 Grammy für Double Fantasy als Album des Jahres

## Eponyme
Der am 12. Januar 1983 entdeckte Asteroid (4147) Lennon wurde 1990 nach ihm benannt.

## Diskografie
Studioalben

| Jahr                        | Titel Musiklabel                                                          | Höchstplatzierung, Gesamtwochen/‑monate, AuszeichnungChartplatzierungen (Jahr, Titel, Musiklabel, Platzierungen, Wochen/Monate, Auszeichnungen, Anmerkungen) | Höchstplatzierung, Gesamtwochen/‑monate, AuszeichnungChartplatzierungen (Jahr, Titel, Musiklabel, Platzierungen, Wochen/Monate, Auszeichnungen, Anmerkungen) | Höchstplatzierung, Gesamtwochen/‑monate, AuszeichnungChartplatzierungen (Jahr, Titel, Musiklabel, Platzierungen, Wochen/Monate, Auszeichnungen, Anmerkungen) | Höchstplatzierung, Gesamtwochen/‑monate, AuszeichnungChartplatzierungen (Jahr, Titel, Musiklabel, Platzierungen, Wochen/Monate, Auszeichnungen, Anmerkungen) | Höchstplatzierung, Gesamtwochen/‑monate, AuszeichnungChartplatzierungen (Jahr, Titel, Musiklabel, Platzierungen, Wochen/Monate, Auszeichnungen, Anmerkungen) | Anmerkungen                                                                                             |
| Jahr                        | Titel Musiklabel                                                          | DE | AT | CH | UK | US | Anmerkungen                                                                                             |
| --------------------------- | ------------------------------------------------------------------------- | --- | --- | --- | --- | --- | --- |
| 1968                        | Unfinished Music No.1: Two Virgins Apple Records (Tetragrammaton Records) | — | — | — | — | US124 (8 Wo.)US | Erstveröffentlichung: 11. November 1968 mit Yoko Ono                                                    |
| 1969                        | Unfinished Music No. 2: Life with the Lions Zapple (Apple)                | — | — | — | — | US174 (8 Wo.)US | Erstveröffentlichung: 9. Mai 1969 mit Yoko Ono                                                          |
| 1969                        | Wedding Album Apple Records (Apple)                                       | — | — | — | — | US178 (3 Wo.)US | Erstveröffentlichung: 20. Oktober 1969 mit Yoko Ono                                                     |
| 1970                        | John Lennon/Plastic Ono Band Apple Records (Apple)                        | DE7 a (1 Mt.)DE | AT6 b (… Wo.)AT | CH16 b (1 Wo.)CH | UK8 Silber · (12 Wo.)UK | US6 Gold · (… Wo.)US | Erstveröffentlichung: 11. Dezember 1970 Verkäufe: + 560.000; mit der Plastic Ono Band                   |
| 1971                        | Imagine Apple Records (Apple)                                             | DE10 (35 Wo.)DE | AT39 c (1 Wo.)AT | CH41 c (1 Wo.)CH | UK1 Gold · (101 Wo.)UK | US1 ×2Doppelplatin · (47 Wo.)US | Erstveröffentlichung: 9. September 1971 d Verkäufe: + 2.185.000; mit der Plastic Ono Band               |
| 1972                        | Some Time in New York City Apple Records (Apple)                          | — | — | — | UK11 (6 Wo.)UK | US48 (17 Wo.)US | Erstveröffentlichung: 12. Juni 1972 mit Yoko Ono, der Plastic Ono Band und Elephants Memory             |
| 1973                        | Mind Games Apple Records (EMI)                                            | DE6 e (2 Wo.)DE | AT7 e (1 Wo.)AT | CH22 e (1 Wo.)CH | UK13 Gold · (13 Wo.)UK | US9 Gold · (31 Wo.)US | Erstveröffentlichung: 2. November 1973 Verkäufe: + 1.500.000                                            |
| 1974                        | Walls and Bridges Apple Records (EMI)                                     | DE41 (2 Mt.)DE | — | — | UK6 Silber · (10 Wo.)UK | US1 Gold · (35 Wo.)US | Erstveröffentlichung: 4. Oktober 1974 Verkäufe: + 560.000                                               |
| 1975                        | Rock ’n’ Roll Apple Records (EMI)                                         | DE37 (6 Mt.)DE | — | — | UK6 Gold · (28 Wo.)UK | US6 Gold · (15 Wo.)US | Erstveröffentlichung: 17. Februar 1975 Verkäufe: + 600.000                                              |
| 1980                        | Double Fantasy Geffen Records (WMG)                                       | DE2 Gold · (44 Wo.)DE | AT1 (4½ Mt.)AT | — | UK1 Platin · (36 Wo.)UK | US1 ×3Dreifachplatin · (74 Wo.)US | Erstveröffentlichung: 17. November 1980 Verkäufe: + 4.060.000; mit Yoko Ono                             |
| Posthume Veröffentlichungen |                                                                           | | | | | | |
|                             |                                                                           | | | | | | |
| 1984                        | Milk and Honey Polydor (Polygram)                                         | DE20 (7 Wo.)DE | AT12 (1 Mt.)AT | CH15 (4 Wo.)CH | UK3 Gold · (13 Wo.)UK | US11 Gold · (19 Wo.)US | Erstveröffentlichung: 23. Januar 1984 Verkäufe: + 650.000; mit Yoko Ono; erschien auch als Picture Disc |

grau schraffiert: keine Chartdaten aus diesem Jahr verfügbar

- 2011: Imagine 40th Anniversary Special Edition (das Vinyl-Doppelalbum erschien im November 2011 anlässlich des Record Store Day, es beinhaltet das reguläre Album Imagine sowie ein weiteres Album mit dem Titel Imagine Sessions in weißem Vinyl mit einer eigenständigen Covergestaltung. Das Album umfasst sechs Titel, die dem Album John Lennon Anthology entnommen wurden, weiterhin liegen der Box zwei Postkarten, ein Poster sowie ein Beiblatt bei. Beide Alben befinden sich in einer Kartonbox.)
- 2019: Imagine Raw Studio Mixes (das Vinyl-Album erschien im April 2019 anlässlich des Record Store Day, es beinhaltet das Album Imagine in den Rohabmischungen)
- 2021: Imagine (das Vinyl-Album erschien im September 2021 anlässlich des 50-jährigen-Jubiläums in weißen Vinyl)

Für Veröffentlichungen mit den Beatles: siehe The Beatles/Diskografie

## Filmografie

### Spiel- und Musikfilme
- 1964: A Hard Day’s Night (deutsch: Yeah! Yeah! Yeah!)
- 1965: Help! (deutsch: Hi-Hi-Hilfe!)
- 1967: How I Won the War (deutsch: Wie ich den Krieg gewann)
- 1967: Magical Mystery Tour
- 1968: Yellow Submarine (Lennon gesprochen von John Clive)
- 1968: The Rolling Stones Rock and Roll Circus (Kurzauftritt als The Dirty Mac)
- 1969: Keep on Rocking (Sweet Toronto)
- 1970: Let It Be

### Filme von John Lennon und Yoko Ono
- 1968: Film No. 5 (Smile) – Filmlänge: 50 min
- 1968: Two Virgins – Filmlänge: 21 min
- 1969: Film No. 6 (Rape) – Filmlänge: 77 min
- 1969: Honeymoon – Filmlänge: rund 60 min
- 1969: Give Peace a Chance – Promotionfilm
- 1969: Self Portrait – Filmlänge: 15 min
- 1969: Apotheosis – Filmlänge: 16 min
- 1969: Cold Turkey – Promotionfilm
- 1970: Up your Legs forever – Filmlänge: 75 min
- 1970: Fly – Filmlänge: 50 min
- 1971: Erection – Filmlänge: 19 min
- 1971: Imagine – Filmlänge: 55 min
- 1971: Clock – Filmlänge: 60 min
- 1971: Freedom (1 & 2) – Filmlänge: jeweils 1 min

### Filme über John Lennon
- 1988: Imagine: John Lennon
- 2009: Nowhere Boy
- 2010: Lennon Naked
- 2024: One to One: John & Yoko

## Publikationen
- In seiner eigenen Schreibe, Original: In His Own Write, 1964, übersetzt von Helmut Kossodo und Wolf Dieter Rogosky. Verlag Helmut Kossodo, Genf 1965. John Lennon über sein Buch: „Als Mitglied der hochgepriesten Beatles mögen meine (und P. G. und R’s) Platten Euch komischer erscheinen als dieses Buch, aber es ist meine feste Erzeugung, daß diese Stammlung von Kurzgekichten die wunderfaulste Lache ist, die ich jemals losgelassen habe.“, nach Besprechung im Spiegel, mit Auszügen der deutschen Übersetzung.[117]
- Ein Spanier macht noch keinen Sommer, Original: A Spaniard in the Works, 1965.
- Zwei Jungfrauen oder Wahnsinnig in Dänemark, Werke aus dem Nachlass, herausgegeben und mit einem Nachwort versehen von Jörg Helbig (Originaltitel: Skywriting by word of mouth übersetzt von Alan Posener). Pendragon, Bielefeld 1993, ISBN 3-923306-89-X; 2. Auflage, Econ Taschenbuch, Düsseldorf 1996, ISBN 3-612-27250-0.
- Jann S. Wenner: John Lennon und die Beatles – Das legendäre ‚Rolling Stone‘-Interview (Originaltitel: Lennon Remembers übersetzt von Ralf Brunkow). Hannibal, Höfen (Tirol) 2002, ISBN 3-85445-204-7.
- Hunter Davies (Hrsg.): The John Lennon Letters: Erinnerungen in Briefen. Piper, München 2012, ISBN 978-3-492-05523-9.